# Història dels videojocs
Els videojocs van ser introduïts com a entreteniment comercial a mitjans de l'any 1971, el qual va començar com a base important en la indústria de l'entreteniment a la recta final de la dècada de 1970 i principis de la dècada de 1980 als Estats Units, el Japó i Europa. Després d'una greu crisi de la indústria l'any 1983 i una subsegüent renaixença dos anys després, la indústria del videojoc ha anat guanyant experiència i beneficis amb una inversió de 10 bilions de dòlars en gairebé quatre dècades, amb la rivalitat de la indústria del cinema com la indústria d'entreteniment més rendible del món.

## Orígens

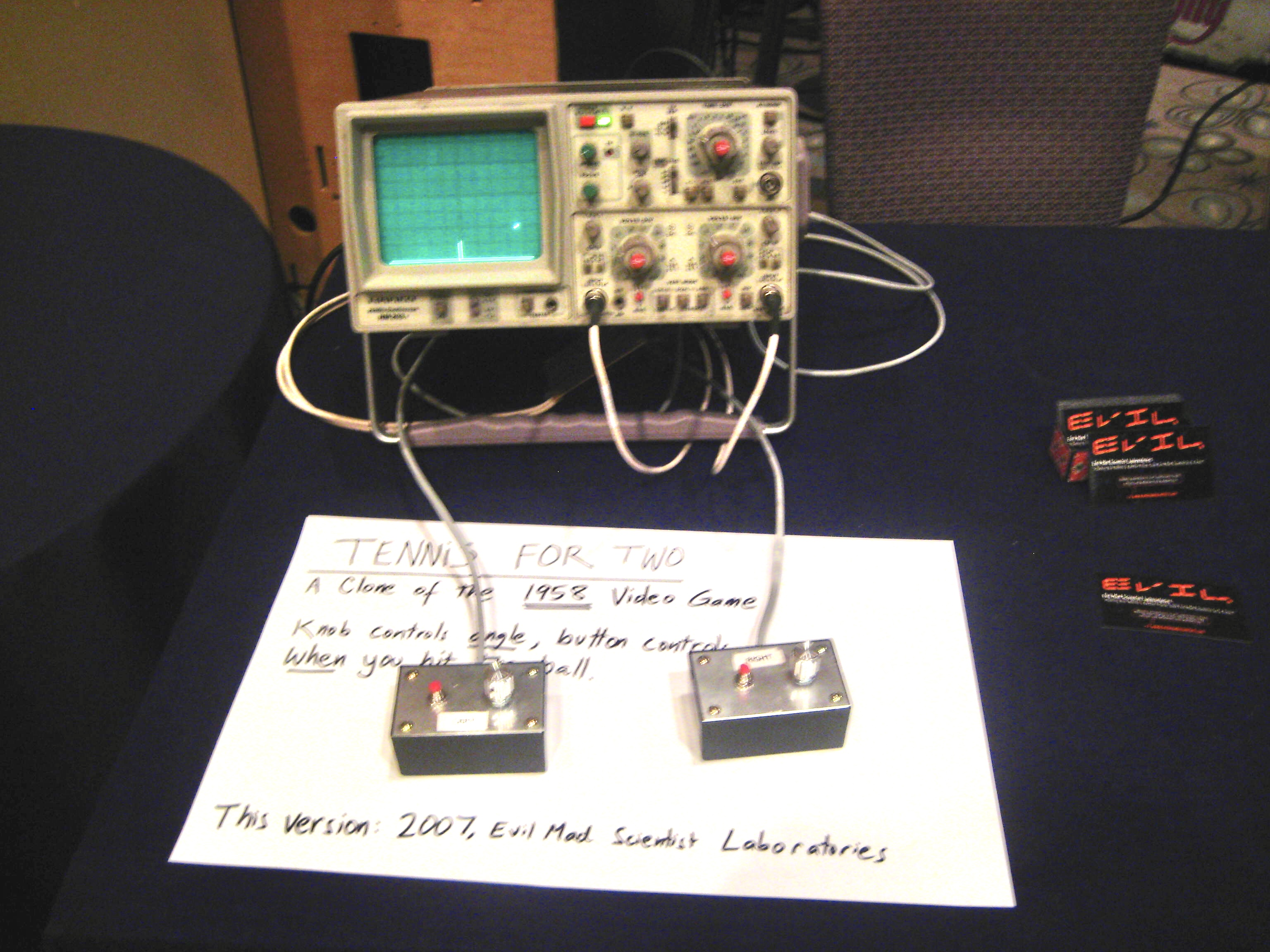
Còpia de Tennis for Two (1958), un dels primers videojocs de la història, per a computadora analògica; el joc es mostrava en un oscil·loscopi.

La indústria dels videojocs des dels inicis fins al dia d'avui ha sigut compresa en dos tipus de maneres o fonts per guanyar beneficis. La primera que va existir era col·locar les màquines en locals de diversió i entreteniment, per exemple en sales recreatives, bars, clubs... en els quals la gent havia d'introduir monedes, i llavors, de manera mecànica, la màquina recreativa ja estava operativa per poder-hi jugar.
Quan es va començar, l'any 1948, la jukebox va esdevenir la màquina recreativa "de monedes" amb més rendibilitat, però la màquina-joc més important per l'èxit que va tenir va ser el pinball. A principis de l'any 1931, quan David Gottlieb va crear la màquina Baffle Ball, va ser la segona màquina pinball i la primera a haver-se produït amb èxit, la indústria del pinball va agafar força als anys 50 durant el boom econòmic dels Estats Units després de la Segona Guerra Mundial. El negoci del pinball va ser responsable de la creació i producció, distribució i publicitat per la nova indústria d'entreteniment en pocs dies, i importants empreses americanes com Bally Manufacturing (fundat l'any 1932), Williams Manufacturing (fundat l'any 1943), i Midway Games (fundat l'any 1958 i comprat per Bally el 1969) van apostar per la creació del pinball i altres sistemes de joc d'introduir "monedes".
A més a més del pinball, aquestes empreses van crear jocs mecànics d'esports, conducció i tir utilitzant sistemes de joc que són precursors en tots els gèneres dels videojocs.
Durant la Guerra de Corea, la forta presència militar americana al Japó, també va servir per expandir la indústria de la diversió en màquines de "insert coin(s)" en aquell país. Com que a la Segona Guerra Mundial la producció de qualsevol producte es va veure molt reduïda, al principi les empreses de les màquines recreatives al Japó eren sovint estrangeres i molts eren productes americans importats. Com que l'economia japonesa va millorar notablement i els locals de diversió amb màquines recreatives es van fer populars, un gran nombre d'empreses japoneses van guanyar terreny en aquest negoci.
Taito, fundada pel rus Jew Michael Kogan el 1953, va ser la primera empresa important centrat en aquest negoci al Japó, que es va unir a Service Games, fundat el 1952 per l'americà Marty Bromley per portar les màquines del servei americà al Japó i llavors va sorgir la major marca en jukeboxes al Japó sota el nom de Sega i Rosen Enterprises, establert pel veterà americà en la Guerra de Corea, en David Rosen, que va importar l'any 1954, i com a mànager de màquines recreatives a principis de l'any 1956. El 1964, Rosen va proposar la fusió de Sega i Rosen Enterprises a Sega Enterprises, que va començar a crear les seves màquines de jocs el 1966 amb el Periscope, el qual va suposar als Estats Units i Europa un alt cost d'importació, deixant-ho a 25 cèntims la partida.
Al mateix temps els negocis de les màquines recreatives van anar evolucionant, i els avanços importants de l'electrònica van fer que es creessin els primers ordinadors entre els anys 1937 i 1945 als Estats Units, Alemanya i el Regne Unit. Els primers ordinadors eren màquines gegants que solien ocupar diversos metres ocupant habitacions que costaven centenars de milers de dòlars i que, com a resultat, només es podien trobar en algunes universitats importants i institucions governamentals que s'hi feien estudis de recerca.
Com que el transistor va substituir la vàlvula de buit i el circuit integrat es va poder produir en massa, els ordinadors que es creaven eren més petits i el preu era més viable per a més persones, estenent-se a totes les universitats i va començar a ser adoptat en els negocis els anys 50 i 60. Va ser en aquestes màquines que els estudiants universitaris van començar a dissenyar alguns dels primers "jocs electrònics" entre els anys 60 i 70, i es van establir els gèneres bàsics que encara perduren avui en dia.
El primer concepte d'un joc electrònic va ser un programa anomenat el Tub de raigs catòdics de la diversió patentat als Estats Units per Thomas T. Goldsmith Jr. i Estle Ray Mann el 1948. El programa s'usava en vuit tubs buits per simular un míssil que havia d'anar a parar en un objectiu utilitzant poms giratoris per controlar el llançament i la velocitat del míssil. Els primers programes creats perquè funcionés un joc en un ordinador van ser programes revisadors 
creats per Christopher Strachey el 1951 en el Pilot ACE i Manchester Mark I i un programa de tres en ratlla anomenat OXO creat per A. S. Douglas el 1952 en un ordinador EDSAC per demostrar la seva tesi en la interacció persona-ordinador.
També el 1951, el NIMROD, va ser un ordinador dissenyat especialment per jugar al joc Nim, que va ser mostrat per primera vegada al Festival of Britain i va ser mostrat durant diversos mesos. Potser el primer joc electrònic de veritat que no era una representació d'un joc de taula, va ser creat el 1958 en un oscil·loscopi per William Higinbotham anomenat Tennis for Two. Dissenyat per entretenir els visitants al "Dia dels Visitants" que se celebrava anualment en la Brookhaven National Laboratory, el videojoc tractava de fer una partida de tennis a vista alçada (o des de sobre o a dalt) i per controlar el videojoc es requeria una mena de pom giratori i un botó. En aquest simple videojoc de tennis, el primer jugador tria un angle i fa el servei amb la pilota, i llavors el segon jugador ha de donar-li abans que la pilota passi pel seu extrem-xarxa que són els dos costats dels jugadors. Malgrat haver-se fet popular el dia dels visitants, Higinbotham mai va patentar ni comercialitzar el videojoc, que va desmuntar el 1959.

## Naixement de la indústria

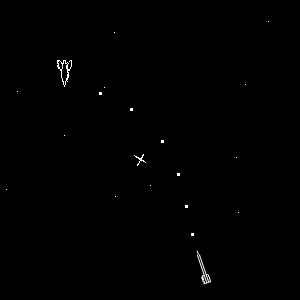
Es diu que Spacewar! va ser el primer videojoc d'ordinador.

Tot i que la indústria dels videojocs no es va establir al mercat fins al 1972, els tres majors factors del mercat, els videojocs d'ordinador, els videojocs de consola i els videojocs recreatius se situen a principis dels anys 70. El videojoc que finalment va ser creat juntament amb la tradició dels ordinadors de grans proporcions i els videojocs recreatius va ocórrer al MIT l'any 1961 per un grup d'amics incloent-hi l'Steve Russell, Wayne Witanen i J. Martin Graertz, membres d'una organització anomenat Tech Model Railroad Club, interessat en les novel·les de ciència-ficció i les pel·lícules.
Quan el MIT va substituir el seu vell ordinador TX-0 pel PDP-1 de la DEC, que tenia un monitor incorporat, Russell, Witanen i Graetz van voler crear un programa que es podia provar i aportava les noves capacitats dels ordinadors, i llavors, van decidir amb el seu amor a la ciència-ficció crear un joc que tractés de naus espacials. Primerament, Russell va ser responsable del disseny del joc, que va ser acabat el 1962. Anomenat Spacewar!, el producte final hi apareixien dues naus, el "Wedge" i el "Needle" amb les seves pròpies armes que es podien controlar per dos jugadors movent-se per tota la pantalla, el qual, l'objectiu era tirar míssils entre ells fins que una nau fos destruïda. El videojoc es va fer cada vegada més complex, ja que els amics d'en Russell van continuar modificant-lo, amb l'aportació d'importants efectes de gravetat a partir d'un sol i una funció de teleportació que feia que la nau es pogués teleportar en qualsevol lloc de la pantalla. La DEC va decidir distribuir Spacewar! com un programa de demostració a cada ordinador Programmed Data Processor que es venia, exposant el videojoc als estudiants d'universitats de tot el país. Després de Spacewar!, hi va haver uns petits avenços en els videojocs d'ordinadors en la resta de la dècada de 1960. Mentre que es creaven videojocs de gran innovació en aquest període, no s'aconseguia trobar la manera de distribuir-los arreu país. L'Spacewar! es va convertir en un fenomen nacional (sobretot als laboratoris de les universitats) però la DEC no va decidir posar el videojoc als seus ordinadors. I llavors, aquests videojocs que es van crear després van quedar a l'oblit a causa que, a part que no es podien distribuir, els ordinadors es van acabar trencant o la memòria va acabar esborrada: un d'ells va ser el Pot Shot, un simulador d'artilleria antecessor d'Scorched Earth o Worms creat per Arthur Luehrmann al Dartmouth College com a eina per a ensenyar física.
El 1971, dos estudiants de la Universitat Stanford van exposar Spacewar! com a producte comercial al PDP-11 que anava amb un monitor i una ranura per anar introduint monedes, anomenat Galaxy Game, i es podia jugar a deu cèntims la partida. Després d'alguns problemes tècnics, el videojoc va continuar utilitzable des del 1972 a 1979 quan va ser desmantellat, ja que el monitor tenia problemes. Es va realitzar un altre clon important de Spacewar! el 1971 per Nolan Bushnell i Ted Dabney. Bushnell va exposar Spacewar! a la Universitat de Utah als anys 60 i també va tenir la idea de crear màquines recreatives totalment electròniques per després ser utilitzades en un estiu a una sala recreativa. Es va poder realitzar aquesta proposta, ja que Ampex Corporation, Bushnell i Dabney van construir un sistema de joc que reproduïa Spacewar! anomenat Computer Space que funcionava amb un dispositiu d'introducció de monedes que permetia realitzar partides. Nutting Associates va fer la producció de 1.500 unitats. La màquina recreativa electrònica tenia moltes pàgines d'instruccions i un complex sistema de controls que no es va traduir bé del laboratori de computació a la gent que l'utilitzava, això va comportar finalment al fracàs. De totes maneres, Bushnell i Dabney van crear l'empresa Atari Inc. el 27 de juny del 1972 per continuar creant videojocs recreatius.
Mentre que Nolan Bushnell encara era a l'escola, Ralph Baer, era un cap de Grup de Disseny i d'Equip i va defensar juntament amb Sanders Associates la idea que es va argumentar durant els anys 50 (la idea del videojoc en una pantalla de televisió). El 1966 ell va reunir un petit equip per fer aquest concepte en realitat, i el 1967 van fer un videojoc en què el jugador estava representat per un punt i que havia de perseguir un altre jugador representat també per un altre punt en un laberint. Després, es va dissenyar una pistola magnètica que disparant apareixien punts a la pantalla, i llavors van aparèixer els paddles (controlador de joc amb un joystick i un botó) per manipular el punt dins un videojoc de tennis. El prototip final es va crear aviat amb alguns videojocs utilitzant una sèrie d'interruptors per canviar de videojoc i es va demostrar a les majors empreses de televisió. Aquest dispositiu es va produir i comercialitzar sota el nom de Magnavox Odyssey que es va poder comprar a partir de l'any 1972.
Com el prototip, el sistema es podia jugar a diversos videojocs, de diferents tipus, de tir i videojocs utilitzant el paddle que van ser dissenyats durant el desenvolupament, la Odyssey utilitzava targetes de circuits. El sistema no podia produir so, tenia gràfics en blanc i negre i només tenia el poder necessari per crear punts, paddles i algunes línies. El controlador consistia en tres discos pels moviments horitzontals, verticals i giratoris, i un rifle de llum que es venia separadament. Amb un preu d'uns 100 dòlars, les vendes de la Magnavox no van ser gaire significatives, ja que els consumidors veien que els videojocs només funcionaven en televisions de la Magnavox, dels quals en van vendre 100.000 unitats en tota la seva vida comercial.

## Inicis dels videojocs arcade

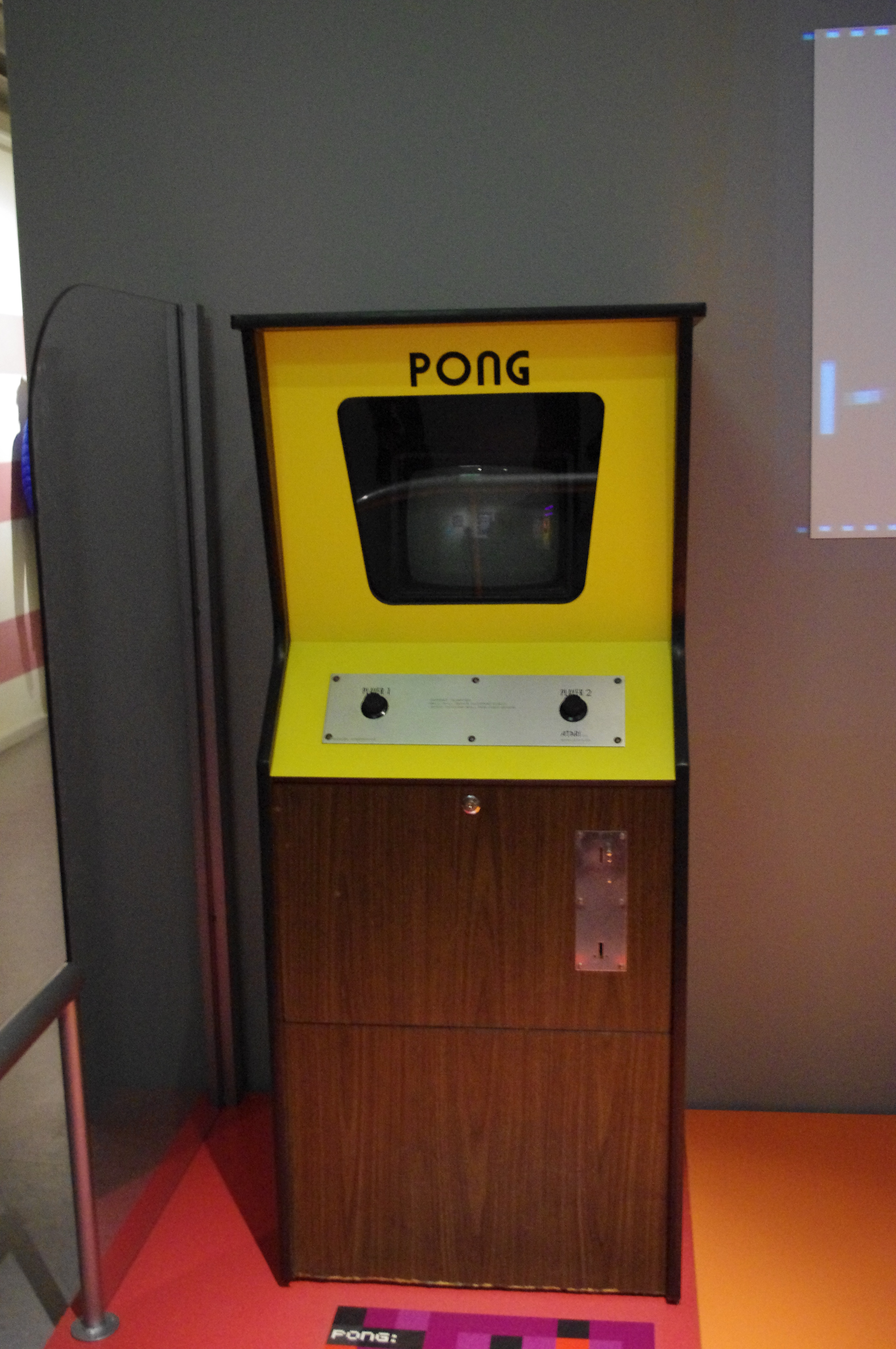
Màquina recreativa del Pong (1972).

Poc després de la creació d'Atari, Bushnell i Dabney van contractar Al Alcorn com el primer enginyer de jocs de l'empresa. Aleshores, Bushnell estava treballant en un videojoc de curses utilitzant la física del Computer Space i va intentar posar pinzellades del pinball de Bally Manufacturing en el videojoc. Bushnell li va dir a Alcorn que Atari tenia un contracte de General Electric per crear un videojoc de ping-pong i li va demanar que el dissenyés. No se solien fer contractes per crear videojocs de ping-pong, però Bushnell va considerar que un joc de ping-pong és quelcom fàcil de dissenyar perquè Alcorn estigués en el negoci. Alcorn va dissenyar un joc de tennis que era un espai dividit en dues parts iguals i a cada part hi havia dos segments movibles amunt i avall que s'utilitzaven per picar amb la pilota, i que s'accelerava al pas del temps fent-los més emocionants. Bushnell va decidir que era prou bo per llançar-lo i va parlar amb Bally per dur-ho a terme. Bally no ho va fer fins que no es provés abans de llançar-lo, per tant Bushnell va crear un prototip. La màquina que va crear funcionava amb monedes, però Bushnell, en lloc de vendre-la a Bally la va vendre per ell mateix, per la seva empresa de departament d'Atari, en el qual s'hi creaven videojocs i llavors venien les llicències a les empreses perquè les produïssin a gran escala i les distribuïssin. A la màquina se la va anomenar Pong, el joc tenia una jugabilitat simple però molt addictiva i va resultar tenir molt d'èxit de seguida des del seu llançament el 1972, que no va ser el cas del Computer Space.
Atari en va vendre unes 8.000 unitats, més que les màquines pinball populars de l'època, i així és com els videojocs van començar a introduir-se en la cultura de l'oci de la societat. Aquestes 8.000 màquines van representar només una tercera part dels jocs que utilitzaven el paddle al mercat, no obstant això, petites i grans empreses de màquines recreatives van fer les seves pròpies versions del Pong. A la Magnavox també s'hi mostra el Pong, especialment en el joc de tennis, motiu pel qual els van demandar. Alcorn va explicar que no va agafar la idea de la Magnavox quan va dissenyar el Pong, però cal recordar que Bushnell va explicar el projecte a Alcorn després que la consola Odyssey es llancés al mercat.
Les altres empreses, de seguida es van adonar del potencial d'Atari quan va esdevenir la distribuïdora oficial de la màquina recreativa del Pong. Poc després del llançament del Pong, Bushnell va acomiadar el seu soci, en Ted Dabney, per esdevenir ell sol l'únic propietari de la companyia.
El 1973, Atari va crear una empresa rival anomenada Kee Games i va nomenar a la segona persona més important després de Bushnell, Joe Keenan, que dirigís aquesta nova empresa, el qual creava clons de productes d'Atari. Atari va fer això perquè les altres empreses deixesin de crear clons dels productes d'Atari i comencessin a tenir contractes de treball amb aquesta empresa. Kee Games va crear un altre gran èxit el 1974, anomenat Tank, dissenyat per Steve Bristow.
Tank va ser un joc que va obtenir molt d'èxit, on el jugador havia de controlar un tanc que s'havia de moure dins d'un laberint per intentar destruir el tanc rival d'un altre jugador. Com en el Pong, un gran nombre d'empreses van fer jocs (anomenats clons) amb una jugabilitat semblant, en els quals s'hi podia trobar tancs i avions. Les bones relacions entre Atari i Kee Games van estar en secret fins al desembre de 1974. Tank va ser un gran èxit, no obstant això, totes les empreses volien ser distribuïdores o tenir un paper important en els grans èxits. Les dues empreses es van fusionar i Joe Keenan va esdevenir president d'Atari. Atari també va ser responsable durant aquells temps de la creació del primer videojoc on es podia jugar fins a quatre jugadors simultàniament (1973, Pong Doubles).
El 1974 es va fer el Quadra Pong, el primer videojoc arcade on s'havia de buscar coses en un laberint, el Gotcha (1973), el primer videojoc de conducció/curses, el Gran Trak 10 (1974), el primer videojoc de conducció en vista en primera persona, el Night Driver (1976), que seria el primer videojoc on podia asseure's en la màquina recreativa. El primer gran èxit d'Atari va ser el Pong, no obstant això, va ser amb el Breakout, una versió semblant al Pong, d'un sol jugador, on el paddle (barra movible) era al fons de la pantalla i el jugador havia de moure-la per tocar la bola que anava trencant els maons a dalt de tot de la pantalla. Es va llançar el 1975 i es van vendre unes 15.000 unitats.
Mentre que gairebé cada empresa dedicada als pinballs van llançar videojocs recreatius semblants al Pong entre el 1972 i 1973, algunes empreses es dedicaven només en la creació de videojocs. L'empresa més important va ser Bally Manufacturing, el qual els videojocs recreatius llançats al mercat van ser sota la marca Midway. Midway va crear el seu primer gran èxit el 1975 amb el Gun Fight. El Gun Fight es va vendre al mercat de videojocs japonès abans de la importació al mercat americà, amb la marca Taito com a creadora original del videojoc, que tractava de dos vaquers en parts oposades de la pantalla, el qual s'hi esdevenien duels. En Dave Nutting a l'empresa Midway va millorar els gràfics i hi va col·locar obstacles, usant el primer microprocessador en una màquina recreativa, per poder vendre-la a través d'aquesta empresa.
El 1976 Nutting va dissenyar un joc de submarins anomenat Sea Wolf, esdevenint el segon gran èxit de Midway venent unes 10.000 unitats. Una altra empresa que va tenir protagonisme en els inicis dels videojocs va ser la californiana Gremlin, que va tenir un gran èxit el 1976 amb Blockade, on el jugador havia de controlar un vehicle que havia de dibuixar línies a la pantalla intentant forçar a l'altre jugador perquè s'hi xoqués. L'empresa japonesa Sega també va tenir protagonisme el 1976, creant el primer videojoc de boxa, el Heavyweight Champ, i un dels primers videojocs de motocicletes, The Fonz.
Sega i Gremlin van començar junts a desenvolupar i llançar alguns videojocs a partir del 1977, i el 1982, Sega va comprar Gremlin per tenir més presència als Estats Units. El 1976 també s'hi va veure la primera gran manifestació contra la violència d'un videojoc quan l'empresa anomenada Exidy va llançar Death Race, on el jugador havia de córrer per sobre de "gremlins" que s'assemblaven a persones humanes. Després d'un primer període d'èxit, el mercat va començar a declinar-se a finals del 1976 quan no hi havia gaires novetats de més videojocs.

## Edat d'or dels videojocs recreatius

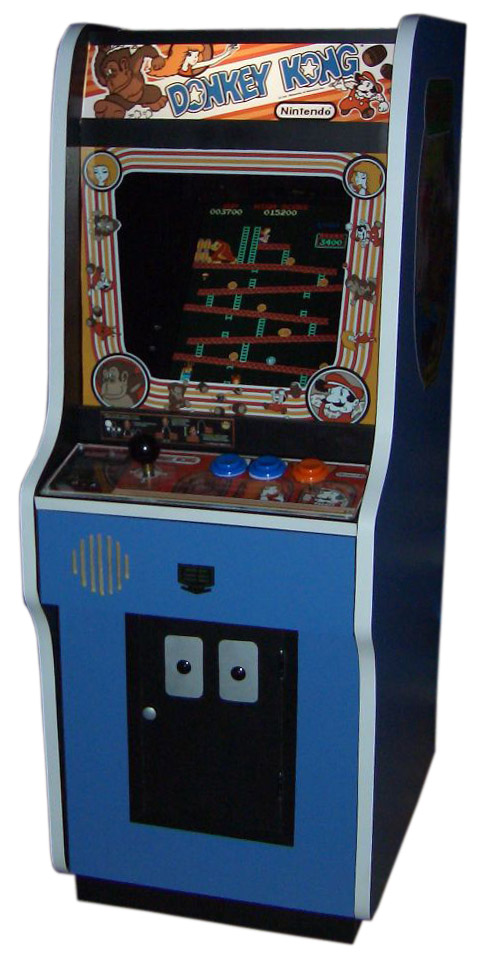
Donkey Kong, de Shigeru Miyamoto (1981), un dels videojocs més populars de tots els temps.

Després d'un breu període de declivi, la indústria de les màquines recreatives va arribar a aconseguir molta creativitat i popularitat el 1978 començant el que es diu l'edat d'or dels videojocs recreatius. En aquell temps hi havia dues companyies que donaven gas a la indústria, Atari i Taito, els quals creaven videojocs ben diferents. Toshihiro Nishikado, suposadament, va ser la persona que a través d'un somni va reflectir a la seva creació de Space Invaders, però tot i l'origen, el videojoc va crear una moda amb la seva jugabilitat, ja que aquest addictiu videojoc permet al jugador controlar una nau situada a la part inferior de la pantalla que pot llançar míssils i els ha d'encastar als extraterrestres, els quals van avançant cap avall en forma de línia a mesura que passa el temps.
Mentre que el jugador no pot "guanyar" mai el joc, mirant de destruir a tots els ovnis, a Space Invaders es pot memoritzar els punts obtinguts, això feia que els jugadors lluitessin per altres reptes no només de guanyar pantalles sinó pels punts (Space Invaders no és el primer videojoc en què es podia posar les inicials a la pantalla de resultats; Star Fire creat el 1979 n'és el primer). Al Japó, al principi, no va tenir gaire popularitat Space Invaders, però gradualment, el videojoc va vendre unes 100.000 unitats i va resultar ser un fenomen nacional, i a causa de la manca de monedes de 100 iens que es requerien a les màquines, el govern japonès va haver d'augmentar la producció de monedes. Taito va llançar el videojoc a través de Midway als Estats Units, el qual es van vendre unes 60.000 unitats i va ser un joc model en el gènere del Shoot 'em up.
Al mateix temps, Atari va llançar un nou revolucionari joc d'esports, anomenat Atari Football, que va ser el primer videojoc amb una pantalla de pla i el primer a utilitzar el ratolí de bola com a controlador. Llançat en un principi amb mode multijugador de dues persones i després de quatre, Atari Football s'havia de controlar amb el ratolí de bola giratori per fer córrer el futbolista. Llavors va ser quan es va superar l'Space Invaders en vendes a tots els Estats Units fins a principis de 1979, quan la temporada de futbol es va acabar.
Després de l'èxit de Space Invaders, un gran nombre d'empreses de màquines recreatives van desaparèixer després de llançar clons del Pong o es van unir a les gegants empreses del pinball com Williams i Gottlieb i/o empreses japoneses de màquines recreatives com Konami (creat el 1969 llogant jukebox i reparant màquines del negoci) i Namco (creat el 1955 com una empresa fabricant de cavalls mecànics).
Però al mateix temps també van néixer noves empreses com Irem (creat el 1974), SNK (creat el 1978) i Technos Japan Corporation (creat el 1981). L'acció espacial, com Space Invaders o el multidireccional Spacewar!, van marcar el gènere "arcade" el 1980 i van continuar sent populars fins anys després, incloent-hi el Galaxian de Namco (fet el 1979, és un clon de Space Invaders el qual va ser el primer videojoc amb gràfics de tres canals de colors RGB) i la seva continuació, Galaga (1981), Ozma Wars de SNK (fet el 1979, el primer shoot 'em up amb molts nivells), el Defender de Williams (fet el 1980 per Eugene Jarvis, és un complex videojoc que tracta de rescatar astronautes capturats per extraterrestres, es van vendre 55.000 unitats i va ser el primer scrolling shoot 'em up), el Phoenix d'Amstar (fet el 1980, un altre clon de l’Space Invaders el qual va ser el primer videojoc a incloure un monstre o boss final a l'última pantalla), l’Scramble de Konami (fet el 1981, un d'acció vist horitzontalment, el qual és un joc model en el gènere de l'scrolling shoot 'em up on el jugador ha de travessar una sèrie de nivells mentre es troba amb obstacles i enemics), el Xevious de Namco (fet el 1982, el primer shoot 'em up vist verticalment) i el Zaxxon de Sega (1982, és un videojoc d'acció que va ser el primer de tots els gèneres dels videojocs en usar una perspectiva isomètrica).
La diversitat dels videojocs recreatius es va expandir utilitzant vehicles, en comptes de naus espacials, com va ser un videojoc popular d'acció d'Irem anomenat Moon Patrol (1982, va ser el primer videojoc a utilitzar la vista paral·lela, és a dir, quan la vista se centra en el personatge jugable) com també el Robotron: 2084 de Jarvis (1982) i els videojocs de vista vertical com el Front Line de Taito (1982), el qual va ser un videojoc de gran innovació i el primer de caràcter militar en què el jugador ha d'exterminar els humans actuals de la mà de naus espacials, robots, extraterrestres, etc.
Mentre que Space Invaders va revifar el mercat de les màquines recreatives, va ser el videojoc de 1980 de Namco que va fer augmentar aquestes màquines a la cultura americana. Namco, va contractar en Toru Iwatani, un entusiasta del pinball, en el disseny de videojocs el 1977. Iwatani va contribuir en els shoot 'em ups que van dominar el mercat després de l'Space Invaders i va voler crear un videojoc que no hi hagués violència, en el que hi juguessin tant homes com dones.
La base del videojoc que volia crear estava sobre el taberu, una paraula japonesa que vol dir "menjar," Iwatani va pensar en un joc en un laberint en què el jugador havia de col·leccionar uns 240 punts mirant d'evitar a un grup de fantasmes enemics. Això seria l'inici d'un joc, el jugador podia menjar una de les quatre pastilles fent que els enemics fantasmes es poguessin menjar durant un cert període. La forma del personatge protagonista del videojoc el va trobar Iwatani en una pizzeria quan va agafar un primer quart d'una pizza i llavors el va reflectir al videojoc.
El protagonista i el videojoc el va anomenar Puck-Man en referència a la forma, però en el llançament als EUA, Namco va creure que els vàndals canviarien la "P" a "F" per això el van posar com a Pac-Man. Després del llançament va ser un immediat èxit als Estats Units, el Pac-Man va ser la màquina recreativa més venuda del país amb unes 100.000 unitats venudes, va crear una nova febre pels videojocs de laberints que va deixar de costat el gènere dels shoot 'em up (els típics de marcianets). Va ser tanta l'addicció a aquest videojoc que les màquines recreatives del Pac-Man es trobaven en llocs on no se solien col·locar com botigues, drogueries, hotels i aeroports. Pac-Man va ser el primer videojoc en què es podia identificar el personatge i la mascota, va aparèixer a la portada de la revista Time, va aparèixer en una cançó anomenada Pac-Man Fever, en un gran nombre de productes com roba, objectes de regal i adhesius, com també en una sèrie els dissabtes als matins de dibuixos animats.
El 1981, uns estudiants de la MIT; en Doug Macrae i Kevin Curran van iniciar un negoci anomenat General Computer per produir accessoris de màquines recreatives i van acabar treballant per Midway, el distribuidor americà del Pac-Man, per crear una continuació seguint els elements del Pac-Man per crear el Ms.Pac-Man, el qual es va llançar amb millores de l'original posant-hi quatre laberints en comptes d'un, jugabilitat més ràpida, i els moviments dels enemics aleatoris, ja que en el videojoc anterior utilitzava moviments fixos. Va ser la màquina recreativa més venuda de tots els temps als Estats Units amb 115.000 unitats.
Namco va ser responsable d'un joc de curses de l'any 1982, Pole Position, considerat el primer gran videojoc de curses per la seva gran sensació de competitivitat que proporcionava gràfics a tot color i el format de la vista del jugador es col·locava darrere el cotxe, van ser elements que van esdevenir com a estàndard en el gènere.
Juntament amb els jocs de laberint i els shoot 'em ups, un tercer gènere important va sortir entre les màquines recreatives de l'edat d'or, el videojoc de plataformes. De la manera més simple, un videojoc de plataformes és el que hi ha una sèrie de plataformes on el jugador ha de navegar i/o explorar col·leccionant objectes o eliminar a enemics mentre es troba amb obstacles. Una petita empresa anomenada Universal Sales va llançar (el primer joc de l'empresa) el 1980, Space Panic, però el gènere dels videojocs de plataformes no va començar fins al 1981 amb el llançament de Donkey Kong de Nintendo.
Aleshores, Nintendo era una petita empresa japonesa de jocs creada el 1889 que fabricava unes cartes japoneses anomenades hanafuda. Sota la direcció de Hiroshi Yamauchi, que va ser president de Nintendo des del 1949 fins al seu retir el 2002, l'empresa va començar a experimentar en altres camps a la dècada de 1960, especialitzant-se en joguines. Després d'uns inicis amb problemes, l'empresa començar a tenir èxit a la indústria de les joguines contractant a diverses persones com l'enginyer Gunpei Yokoi i llavors és quan l'empresa va començar a immergir-se en els jocs arcade després de l'èxit de l'Space Invaders. Quan l'empresa va crear el clon del Galaxian anomenat Radarscope, es va llançar als Estats Units i va fracassar en vendes, l'empresa estava en plena expansió. Per salvar la situació, el president de Nintendo a Amèrica, Minoru Arakawa, va proposar que un joc podria ser retroutilitzat en les màquines no venudes del Radarscope.
No es va esperar en desviar personal als projectes que s'estaven fent i a la proposta d'Arakawa, Yamauchi hi va estar d'acord però va posar en Shigeru Miyamoto com a artista en el projecte. Creant una carrera, una empresa i un gènere senser, en el Donkey Kong de Miyamoto es va col·locar el mateix tipus d'elements mecànics i de vista de l'Space Panic, va posar a un personatge de protagonista que tenia l'habilitat de saltar per evitar els obstacles. El jugador havia de guiar en Jumpman a través de quatre pantalles o nivells per rescatar la seva xicota Pauline del simi gegant Donkey Kong, es van vendre unes 60.000 unitats i va ser la màquina més venuda de Nintendo de l'any 1983. Es va fer una continuació, Donkey Kong Junior, el qual en Jumpman era el dolent i va ser nomenat amb un nou nom, Mario, després que Nintendo d'Amèrica s'apropiés dels drets d'autor de Mario.
Altres empreses van anar llançant els seus videojocs de plataformes, com el Jungle King de Taito (1982), que actualment no és un joc propi de plataformes, però s'inclou perquè té una jugabilitat de córrer-i-saltar dels videojocs de plataformes i va ser el primer en què es podia avançar a través del pla horitzontal, i l'Elevator Action (1983), precursor dels videojocs d'acció de plaformes que el personatge controlable era un heroi que tenia l'habilitat de lluitar contra altres enemics amb una pistola i donar cops, el Joust de Williams (1982), el primer videojoc de plataformes amb mode dos jugadors cooperativament, el Q*bert de Gottlieb (1982), el primer videojoc de plataformes de pla isomètric, i el Mappy de Namco (1983), el primer de 2D que combinava les mecàniques de córrer-i-saltar i de plataformes.
L'edat d'or dels videojocs arcade no va ser només important pels avenços de jugabilitat, sinó per les innovacions tècniques. Una de les més importants va ser la implementació dels gràfics vectorials, creats amb un raig d'electrons dibuixant línies en una pantalla negra. L'ús dels gràfics vectorials va permetre als dissenyadors animar molts objectes a la pantalla al mateix temps a una resolució òptima de pantalla que permetia crear millors gràfics i els propers models en 3D.
Els gràfics vectorials van ser ideats per Larry Rosenthal, que és el qui va escriure la gran tesi sobre Spacewar! i va crear un sistema creador de vectors que podia dibuixar en el joc uns models i elements visuals molt acurats que es podien veure després a l'arcade. Rosenthal va posar el seu sistema a Cinematronics, una petita empresa de jocs arcade creada el 1975, que produïa els clons de Spacewar!, l'Space War el 1977, que va vendre 30.000 unitats, el qual va deixar-la com una de les empreses líders en la producció de videojocs recreatius amb gràfics vectorials.
Alguns d'aquests jocs es poden incloure el Warrior (1979, amb la vista des de sobre controlant a personatges que lluiten amb espases i es va convertir en el primer videojoc de lluita) i el Rip Off (1980, és un joc de tancs de combat i va ser el primer joc important en què es podia jugar en mode dos jugadors cooperativament, precedit només per un videojoc fosc d'Atari llançat el 1978 anomenat Fire Truck), com també un videojoc famós d'Atari anomenat Asteroids (creat el 1979 per Ed Logg, un d'acció per l'espai en què el jugador havia d'eliminar asteroides, el Battlezone (creat el 1980 per Ed Rotberg, un joc de combat amb tancs i va ser el primer venut comercialment amb gràfics 3D i el primer amb una perspectiva en primera persona), Tempest (creat el 1981 per Dave Theurer, d'acció basat dins un tub i va ser el primer joc on el jugador podia continuar des del punt on es va acabar l'última partida introduint una altra moneda), i l'Star Wars (1983, un d'acció per l'espai en primera persona que va ser el primer a basar-se en la famosa saga cinematogràfica).
Les màquines amb gràfics vectorials se solien escalfar massa i conseqüentment es trencaven, això va fer que els videojocs amb gràfics vectorials disminuessin a partir de 1983, ja que els gràfics convencionals estaven més avançats.
Un altre avenç en l'edat d'or va ser l'ús del disc làser per emmagatzemar dades. Mentre que Sega va llançar el seu primer joc a principis de l'any 1983, el shoot 'em up Astron Belt, després d'això, Cinematronics, va fer investigar en noves tecnologies. Concebut per Rick Dyer i animat per Don Bluth, el llançament l'any 1983 del Dragon's Lair requeria l'ús del disc de làser per fer les abundants seqüències animades, i es va poder crear la primera història o argument d'un videojoc, i va ser precursora del que es diu pel·lícula interactiva.
Mentre que els gràfics eren extraordinaris, la jugabilitat simplement consistia a triar el camí correcte del personatge fent que passés per diversos punts de la història, deixant que el joc es pogués superar de diverses maneres. El Dragon's Lair es va vendre en 16.000 unitats i va crear una breu demanda de videojocs que funcionessin amb disc de làser.

## Establiment del mercat a les llars
Mentre que la Magnavox Odyssey va fracassar en la creació d'un mercat de consola de videojocs (de manera domèstica) viable, no va fins després d'un any que el mercat aconseguís establir-se a les llars del planeta. Llavors, és quan Atari es va posar les piles un altre cop en aquest factor, i va posar l'exitós Pong a les llars a partir d'una consola dissenyada per Alcorn, Harold Lee i Bob Brown anomenada Sears Tele-Game System el 1975. Es van vendre 150.000 unitats en la temporada nadalenca de 1975 i va demostrar la viabilitat del mercat de consoles de videojocs a les llars.
Com que el Pong va ser el primer gran èxit de les màquines recreatives, un gran nombre d'empreses van fer versions semblants del joc i van fer caixa durant l'èxit. L'empresa més significant d'aquests competidors va ser Coleco Industries, que en un principi era una empresa de joguines que va ser creada per la Connecticut Leather Company el 1932. El cap general de Coleco, Arnold Greenberg va ser atret pel mercat dels videojocs quan va veure el producte d'Atari i es va contractar a Eric Bromley per Midway per dissenyar un videojoc de tennis per aquella empresa.
Es va crear la Telstar, una consola de jocs que tenia més avantatges que la AY-3-8500 de la General Instrument, que l'empresa la va comercialitzar de manera barata i va obrir al mercat a altres empreses sota la mateixa General Instrument per poder deixar de banda i prendre força contra la màquina creada per Atari a la recta final d'aquest mercat emergent fins al Dia del Pare de 1976.
El 1977, Coleco va intentar capitalitzar aquest èxit amb la creació de vuit jocs addicionals incloent-hi variants del Pong i el Tank, però aquests productes van ser un fracàs en les vendes, ja que a més del fet que no hi havia gaires empreses per produir aquestes màquines per a Coleco va ser insuficient per poder donar l'abast a la demanda de la temporada d'estiu de 1977.
Mentre que Coleco funcionava amb dificultats, el mercat a les llars va rebre una nova consola a finals del 1976 quan l'empresa Fairchild Camera and Instrument va llançar la Fairchild VES, més tard es va canviar el nom de la consola a Channel F. amb el preu de 169,95 dòlars, el sistema va ser la primera consola per a ús domèstic que usava cartutxos que contenien la informació ROM. Això permetia jugar a molts videojocs, ja que venien en cartutxos diferents, que no va ser el cas de la Odissey, ja que només hi havia la possibilitat de jugar a uns pocs jocs mitjançant una interfície d'usuari molt primitiva. Els consumidors, ara, podien tenir grans col·leccions de cartutxos de jocs amb el mòdic preu de 19,95 dòlars cadascun. Els cartutxos de jocs que es venien hi contenien jocs d'esports, de taula, educatius i alguns jocs primitius de tir. El sistema no va ser particularment un èxit, però el concepte el van agafar ràpidament moltes empreses electròniques.
L'empresa RCA va ser la primera a introduir-se en aquest nou mercat a principis del 1977 amb el llançament de l'Studio II, llavors, un any més tard, Coleco va llançar un altre sistema anomenat Telstar Arcade, i Atari va preparar la seva resposta al nou mercat domèstic. Però en realitat, la màquina domèstica que va bandejar les altres videoconsoles va ser l'Atari VCS desenvolupada per Jay Miner, Larry Wagner, Ron Milner i Joe Decuir que funcionava amb el processador 6507 de MOS Technology, una versió més millorada del processador 6502, que va ser important per l'empresa creadora.
El preu per la màquina era d'uns 249,95 dòlars i donava més potència que la VES i l'Studio II. Es va llançar a finals del 1977 amb nou videojocs: Combat (un joc amb diverses semblances amb Tank que va ser empaquetat amb el sistema), Video Olympics (amb algunes semblances amb el Pong), l'Air-Sea Battle, Basic Math, Blackjack, Indy 500, Star Ship, Street Racer i Surround (un clon del Blockade). El sistema hi incloïa diversos controladors de joc fins i tot amb el primer joystick en una videoconsola domèstica, dissenyat per Steve Bristow, un dispositiu de control que aviat es convertiria en un model en les properes consoles. Com que Atari s'enfrontava a un gran llançament inicial per l'Atari VCS i per fer front als altres competidors, el cap d'Atari, Nolan Bushnell, va vendre l'empresa a Warner Communications per tenir suficient capital pel llançament.
Al mateix temps el mercat de les videoconsoles domèstiques s'estava desenvolupant i expandint, i va néixer un altre mercat semblant aquest, els jocs electrònics portàtils, que van començar a emergir a mesura que es desenvolupaven millors màquines. Mentre que els primers productes en aquest camp no van ser purament videojocs, s'usaven ja els simples LED per configurant-ne les pantalles, i així és com va començar al mercat dels videojocs una nova secció d'entreteniment.
El primer dispositiu electrònic portàtil va ser un joc de tres en ratlla llançat per l'empresa Waco el 1972. L'empresa de joguines Mattel va crear el primer dispositiu portàtil totalment digital el 1976, amb els dos primers llançaments amb pantalles LED; l'Auto Race i Football. El cap de màrqueting de Mattel, el senyor Michael Katz i el desenvolupador Richard Chang, amb els jocs en LED, particularment amb el seu llançament de Football, ràpidament va ser un gran èxit i va establir les bases del nou mercat portàtil. Coleco era el major competidor de Mattel quan Bromley va dissenyar un joc de futbol en LED anomenat Electronic Quarterback el 1978, i Coleco va engegar una campanya mostrant ofensivament que els seus productes eren superiors als de Mattel. Com que les portàtils van esdevenir populars, l'Atari VCS va vendre de manera molt pobre fins a finals del 1977 amb la temporada de vendes de nadal, i el mercat de les videoconsoles va ser absorbit per la Channel F. i l'Studio II, i la VCS va ser bandejada pels sistemes Odyssey² de la Magnavox i el Bally Professional Arcade.
El mercat de les videoconsoles va entrar en una petita crisi entre el 1977 i 1978. El 1979, l'Studio II va perdre força en les vendes i els drets del Copyright de la Channel F. es van vendre, fins a ser pràcticament desaparegudes. Bally va vandre llavors el seu producte, la Bally Professional Arcade, però també es va debilitar en el poc nombre de vendes (tot i que després es va tornar a llançar per una altra empresa anomenada Bally Professional Computer, que després es va canviar el nom a Astrocade, el 1981, però també va acabar fracassant fins a desaparèixer el 1985). La VCS i la Odyssey² van continuar en el mercat, però no hi va haver gaires vendes. Per acabar amb les males vendes el 1978, el director de la Warner, Steve Ross, va substituir en Nolan Bushnell a finals d'any per un executiu de la indústria tèxtil anomenat Ray Kassar.

## Dècada de 1970
Al mateix temps, el desenvolupament de videojocs de consola i d'ordinador va fallar en diferents sectors, amb les màquines recreatives, els ordinadors de les universitats, els jocs electrònics portàtils i els ordinadors personals.

### Els ordinadors de grans proporcions de les universitats
El desenvolupament de videojocs en ordinadors de grans proporcions en les universitats va sorgir a principis de la dècada de 1970. Només hi ha un petit record d'aquest jocs, ja que no es van comercialitzar. Les persones implicades, generalment estudiants, van crear alguns jocs electrònics molt primitius malgrat utilitzar recursos informàtics molt cars, i per tant, no estava a l'abast de gaire gent. De totes maneres, es va distribuir a petita escala dos realitzacions dissenyats pels estudiants d'aquella època.
PLATO va ser un entorn educatiu dissenyat per la Universitat d'Illinois que es podien fer funcionar en ordinadors de grans proporcions de la Control Data Corporation. Els jocs eren, sovint, intercanviats entre diferents sistemes PLATO.
El DECUS va ser un grup d'usuari per ordinadors fets per la Digital Equipment Corporation (DEC) que es distribuïa programes, fins i tot jocs que funcionava en diversos tipus d'ordinadors de la DEC computers.
Un cert nombre de videojocs van ser fets pels microordinadors de Hewlett-Packard com els HP2000.
Els grans moments d'aquest període, en ordre cronològic aproximat, es poden incloure:
- 1971: Don Daglow va dissenyar el primer joc de beisbol anomenat Computer Baseball en un ordinador PDP-10 de la DEC al Pmona College. Els jugadors podien fer alguns jocs individuals o simular una temporada sencera. Daglow es va unir en forma d'equip amb el programador Eddie Dombrower per dissenyar Earl Weaver Baseball, publicat per Electronic Arts el 1987.

- 1971: es va crear Star Trek, probablement per Mike Mayfield en un microordinador Sigma 7 al MIT. Aquest va ser, potser, el joc més jugat en la dècada de 1970 dels títols de Star Trek, i es jugava amb una sèrie de petits "mapes" de sectors galàctics impresos en paper o en la pantalla. Aquest va ser el major videojoc fet per estudiants en aquests maquinaris. Daglow també va dissenyar un videojoc famós de Star Trek per la PDP-10 durant el 1971–1972, que prenia l'acció de diversos personatges del programa de televisió. Un nombre d'altres jocs basats en Star Trek van ser creats per via PLATO i DECUS durant tota la dècada.

- 1972: Gregory Yob va dissenyar Hunt the Wmpus, per la PDP-10, un joc típic d'amagar-i-buscar, el qual va ser considerat el primer joc d'aventura de text. Yob va dissenyar aquest joc amb el coneixement de l'existència d'altres jocs semblants com el Hurkle, Mugwump i Snark.

- 1974: Es van crear dos jocs, el Maze War (en un Imlac PDS-1 a l'Ames Research Center de la NASA a Califòrnia) i l'Spasim (al PLATO), exemples models dels primers videojocs d'acció en primera persona en 3D multijugadors.

- 1975: William Crowther va dissenyar el que es reconeix avui com el primer joc d'aventures en text, l'Adventure (en un principi anomenat ADVENT, i després Colossal Cave). Va ser dissenyat per Fortran en un PDP-10. El jugador controla el joc a través de simples comandes de frase de text i es rep després un text descriptiu. El videojoc va ser, més tard, recreat per estudiants per PLATO.

- 1975: Abans de mitjans de la dècada de 1970, els jocs, típicament comunicaven als jugadors en paper, usant màquines teletips o una impressora de línies, que tenia la velocitat de 10 a 30 caràcters per segon amb un so perforador. El 1975, algunes universitats tenien terminals per pantalles CRT, els quals dibuixaven algunes línies de text en pocs segons a un minut o més depenent de la impressió o paper demanat. Això va ser un punt clau per dibuixar alguns "gràfics" a la pantalla.

- 1975: Daglow, quan era estudiant a la Universitat Claremont Graduate, va dissenyar el primer videojoc de rol d'ordinador en ordinadors de grans proporcions PDP-10, Dungeon. El joc es va quedar sense llicència legal, ja que es va utilitzar anys després en el nou videojoc de rol de Dungeons & Dragons (anys després es va fer una pel·lícula sota el mateix nom i es va doblar al català com a Dracs i Masmorres). A través del text en pantalla, va ser el primer joc amb gràfics amb línies, amb la vista de dalt o superior per visualitzar els mapes de les masmorres que mostraven algunes àrees.

- 1975: Al mateix temps es va fer el joc de rol anomenat dnd, també basat en el Dracs i Masmorres aparegut en el sistema PLATO d'ordinadors CDC. Per molts jugadors va ser el dnd, no pas el Dungeon, el primer joc de rol per ordinador.

- 1977: Kelton Flinn i John Taylor van crear la primera versió de l'Air, un joc de combat aeri en text el qual va ser predecessor al primer videojoc multijugador en línia de la història, l'Air Warrior. Ells van trobar el seu primer gran èxit en l'empresa Kesmai, però ara és part d'Electronic Arts.

- 1977: El disseny de Zork va ser portat a terme per Dave Lebling, Marc Blank, Tim Anderson i Bruce Daniels. A diferència de Crowther, Daglow i Yob, l'equip del Zork va reconèixer el potencial d'aquests jocs als nous ordinadors personals i van crear una empresa publicadora de videojocs d'aventures en text anomenada Infocom el 1979. Més tard, l'empresa va ser venuda a Activision. En un clàssic cas de "connexions", Lebling era un membre del mateix grup de D&D d'en Will Crowther, però no al mateix temps.

- 1980: Michael Toy, Glenn Wichman i Ken Arnold van llançar el Rogue en un BSD Unix després de dos anys de feina, amb la inspiració dels jocs de text gràfics (Roguelikes en anglès) que hi havia fins al moment. Com el Dungeon en el PDP-10 i el dnd al PLATO, Rogue, representat en mapes de masmorres utitlitzant caràcters de text. A diferència d'aquests jocs d'aventures, el Dungeon generava aleatòriament els mapes a cada sessió. Com que l'equip del Zork va acabar, Rogue va ser adaptat als ordinadors domèstics i va esdevenir un producte comercial.

### Ordinadors personals

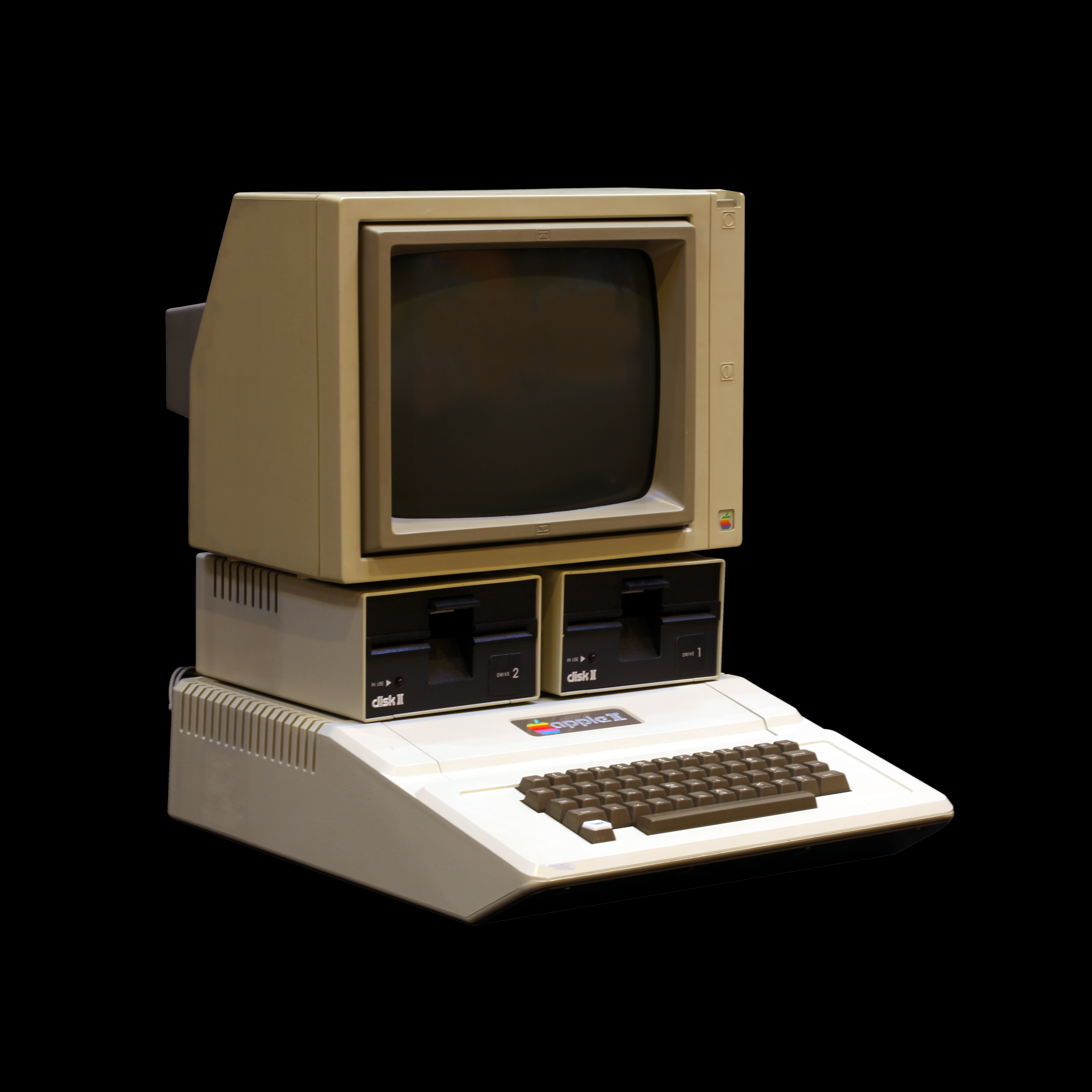
Apple II, un dels primers ordinadors personals (1977).

Mentre que el resultat del desenvolupament dels primers videojocs van sortir principalment (pel consumidor) a les màquines recreatives (arcade) i les videconsoles domèstiques. Gràcies la ràpida evolució dels ordinadors personals a la dècada de 1970 i 80 es va poder-hi tenir els primers videojocs.
La TRS-80 de Tandy, el primer ordinador de l'empresa Tandy va ser una de les màquines responsables de la revolució dels ordinadors personals (o PC).
Aviat alguns videojocs simples (al començament eren clons dels clàssics dels ordinadors de grans proporcions com l'Star Trek, i després de videojocs recreatius populars) van ser distribuïts a través d'una varitetat de canals i mitjans, com imprimir el codi font dels jocs en llibres (com és el cas del llibre Basic Computer Games de David Ahl), revistes (Creative Computting), i diaris, el qual els mateixos usuaris podien copiar el cod, fer funcionar els jocs i editar-los. Els primers dissenyadors de videojocs com Crowther, Daglow i Yob van trobar els codis font dels seus jocs—que no han sigut declarats per copyright—publicats en llibres i revistes sota els seus noms. Els primers ordinadors personals d'Apple, Commodore, Tandy i altres disposaven d'alguns jocs per a ser editats.
Un altre canal de distribució va ser l'enviament i venda en disquets, cassets i cartutxs de ROM. Aviat es va formar una nova manera de fer grans vendes, els quals, els novells programadors podien vendre els seus discs en bosses de plàstic posant-les en botigues locals o enviant-les per correus. Richard Garriott va distribuir algunes còpies del seu videojoc de rol dels anys 80 anomenat Akalabeth en diverses bosses de plàstic abans que es publiqués el videojoc.

### Crisi dels videojocs de 1977
El 1977, la fabricació de consoles obsoletes i clons del Pong va fer que es vengessin molts dels sistemes en "stock", creant un gran forat al mercat i provocant que empreses com Fairchild i RCA abandonessin els seus projectes de les videoconsoles. Només Atari i Magnavox van perdurar en el mercat a les llars. No obstant això, aquesta crisi va ser molt menor a la del 1983.

### Segona generació (1977–1983)
En les primerenques consoles, el codi font d'un o més jocs van ser integrats en microxips usant una porta lògica, i no es van afegir més jocs addicionals. A mitjans de la dècada de 1970, els videojocs que es trobaven eren amb cartutxos. Programes que eren gravats en xips ROM que estaven muntats dins de cartutxs de plàstic que es podien connectar a la consola col·locant-les a les ranures. Quan el videojoc estava col·locat a la consola i els microxips eren dins la ranura, els microprocessadors de la consola llegien la memòria dels cartutxos i llavors era quan funcionaven els videojocs a la pantalla. Els consumidors, ara podrien tenir col·leccions completes de videojocs en forma de cartutxos.
Hi va haver tres màquines que van dominar la segona generació de les consoles a Amèrica del Nord, com també a la resta del món, i van ser realment unes grans rivals entre elles en el nombre de vendes:
- El 1977, Atari va llançar la seva consola basada en cartutxs anomenada Video Computer System (VCS), però més tard, es va canviar el nom a Atari 2600. Durant la temporada d'estiu d'aquell any es van dissenyar i llançar nou videojocs. I ràpidament va esdevenir la més popular entre les primeres consoles.

- Mattel va crear la Intellivision el 1980. Va entrar el que és la "era dels 8 bits", ja que la Intellivision tenia un únic processador que funcionava en 10 bits, tot i que podia agafar els 16 bits. Això va fer que s'hi poguessin jugar a videojocs a una gran potència i velocitat. El sistema, era amb gràfics superiors graphics a l'antiga Atari 2600, propulsada només per la popularitat.

- També va sortir la Colecovision el 1982, el qual era la màquina amb més potència de totes. Al principi, les seves vendes van ser molt bones, però la presència de tres consoles en un mateix mercat amb videojocs de baixa qualitat va fer que els consumidors perdessin les ganes de comprar aquests productes malgrat les notables prestacions de maquinari. Això va desembocar a una crisi del mercat l'any següent.

El 1979, es va crear l'empresa Activision amb antincs i disgustats programadors d'Atari. En els següents anys, es fan diversos videojocs més ben fets després de la crisi dels videojocs l'any 1983.

## Els anys 80

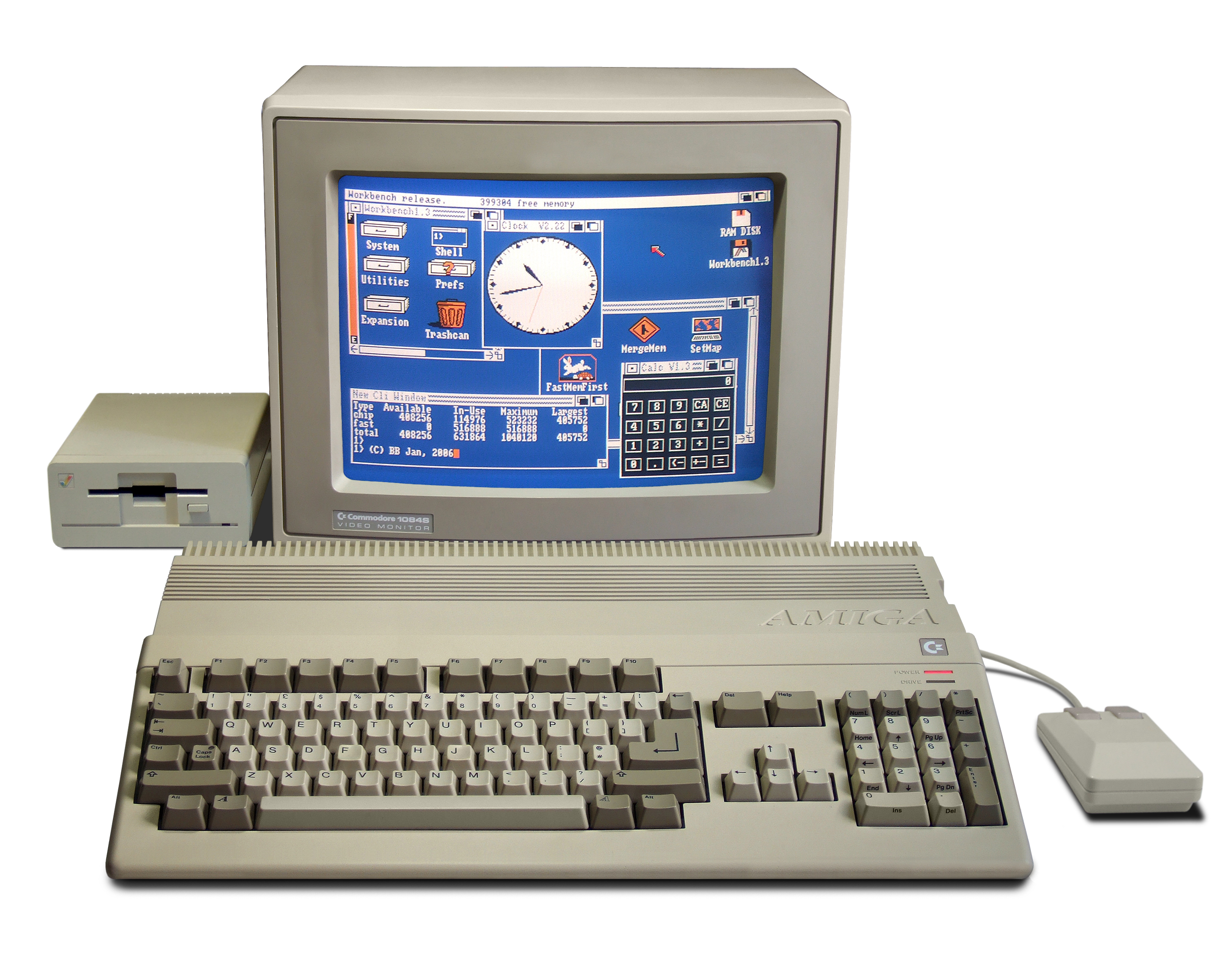
Commodore Amiga 500 (1987).

A principis de la dècada de 1980, la indústria dels videojocs d'ordinador va ser experienciada en els videojocs fets en les etapes anteriors, ja que en molts d'aquests jocs eren simples clons de videojocs de màquines recreatives. Els principals ordinadors de la dècada dels 80 van sortir el 1982: el Commodore 64, l'Apple II (encara que l'Apple II va sortir el 1977) i la ZX Spectrum. La ZX Spectrum va ser usada i més coneguda al Regne Unit, mentre que als EUA s'usava més l'Apple II, el Commodore 64 i l'Atari 800. Fins al cap de 15 anys, l'Apple II va tenir un total de 20.000 programes, fets amb un programari d'ordinador de 8 bits.
L'edat d'or dels videojocs recreatius va ser allargada fins ben entrada en la dècada de 1980, que va deixar amb diferents videojocs de diferents i innovatius gèneres als primers anys de la dècada. El Defender (1980) que va establir l'acció en el pla i va ser el primer on es veien esdeveniments fora de la vista del jugador, mostrat per una vista de radar mostrant un mapa en el camp de joc. El Battlezone (1980) usat amb gràfics vectorials per crear el primer videojoc amb un escenari en tres dimensions.
El 3D Monster Maze (1981), va ser el primer videojoc d'ordinador en 3D (malgrat de la creació d'un joc en 3D per l'ordinador PET, que data del 1977), mentre que el Dungeons of Daggorath (1982) s'hi va afegir algunes armes i monstres i amb efectes sofisticats de so. El Pole Position (1982) va ser usat en imatges anomenades "sprites", amb gràfics gairebé en 3D quan va ser el primer a utilitzar la vista de les curses darrere el vehicle anant endavant cap a l'horitzó. Aquest va és l'estil que s'utilitzaria en els propers videojocs de curses amb gràfics de tres dimensions. El Pac-Man (1979) va ser el primer videojoc a crear una gran popularitat i el personatge Pac-Man va ser el primer personatge a fer-se famós dintre d'un videojoc. El Dragon's Lair (1983) va ser el primer videojoc fet amb disc de làser, i va introduir el cinema en els videojocs.
Amb l'Adventure es va establir el gènere, el llançament de Zork el 1980 va anar més enllà dels videojocs d'aventura de text als ordinadors personals i va posar Infocom com l'empresa desenvolupadora líder d'aquest sector. Com que aquests primers ordinadors mancaven en prestacions gràfiques, les aventures de text van ser tot un èxit. Quan aquests assequibles ordinadors van començar a sobrepassar en els gràfics dels videojocs de consola a finals dels 80, la popularitat dels videojocs es van decantar en videojocs d'aventures gràfiques i altres gèneres. Les aventures en text podien ser conegudes també com a ficcions interactives i no va anar més enllà, i amb els nous llançaments eren gairebé de franc.
El 1980, també es va publicar el Mystery House per Roberta Williams, per a l'Apple II. Va ser la primera aventura gràfica en els ordinadors personals. Els gràfics consistien completament de dibuixos monocroms immovibles, i la interfície encara s'usava en l'ínies de comandes com les aventures de text. Es va fer molt famós en aquella època, i ella i el seu marit Ken van crear l'empresa Sierra On-Line, el major productor de videojocs d'aventura. Mystery House està molt oblidat avui en dia.

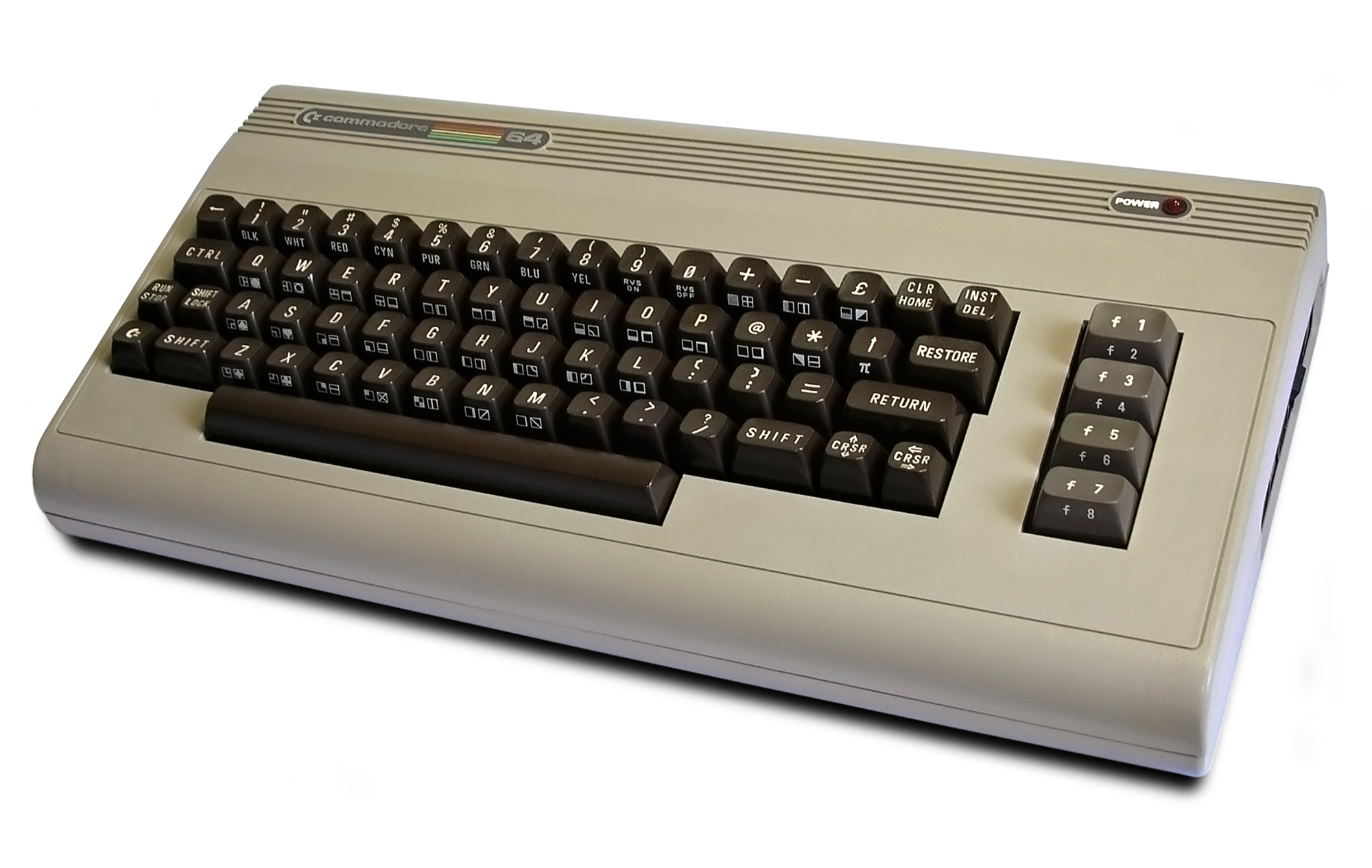
El sistema Commodore 64

L'agost de 1982, es va llançar al públic la Commodore 64. Va tenir uns inicis amb molt d'èxit perquè es va fer publicitat molt agressiva, a més d'un bon preu. Tenia un entorn programat amb BASIC i tenia les prestacions gràfiques i de so adequades al seu temps, semblant a la consola Colecovision. També es va utilitzar juntament amb l'Atari 2600, el que permetia als jugadors utilitzar els antics joysticks de l'Atari al Commodore 64. Potser, va ser l'ordinador personal més popular dels Estats Units i de molts altres països, i va ser l'aparell informàtic més venut de tots els temps internacionalment.
Al mateix temps, al Regne Unit es va llançar la ZX Spectrum i ràpidament va esdevenir la més popular en moltes zones de l'oest europeu, i després també es va fer famós al bloc oriental amb els ordinadors clon que es van produir.
L'empresa SuperSet Software va crear Snipes, un videojoc d'ordinador sobre text que es podia jugar en xarxa. Es va llançar el 1983 per provar les noves prestacions de xarxa del nou ordinador IBM. Snipes, va ser fet en la inspiració d'un joc de Novel NetWare. Es va creure que el primer joc en xarxa es va crear per un ordinador personal comercial i es va reconèixer al llarg de 1974 que el joc venia de Maze War (un videojoc de laberints jugat en multijugador en xarxa utilitzat en alguns ordinadors experimentals) i l'Spasim (un videojoc de simulació per l'espai en 3D utilitzat en ordinadors experimentals de grans proporcions) que era precursor de videojocs de multijugador com el Doom i el Quake.
El veritables videojocs d'aventura moderns va ser la saga de King's Quest de Sierra el 1984. Va sortir amb gràfics en color i amb una perspectiva en tercera persona. El personatge controlat a la pantalla es podia moure cap endarrere i endavant d'objectes de fons en 2D dibuixant-hi una perspectiva, creant una il·lusió d'espai semi-3D. Però per avançar en el joc es feia encara tot mitjançant text. L'empresa Lucasarts va crear un videojoc d'aventura el 1987 anomenat Maniac Mansion que s'utilitzava el ratolí per fer-ho tot amb un sistema per reproduir videojocs anomenat SCUMM. Sierra i altres empreses de videojocs, ràpidament, van fer més jocs que s'utilitzava només el ratolí per moure.
Amb la creació d'Elite el 1984, David Braben i Ian Bell van posar moderns gràfics en els videojocs, gràcies a escenaris fets amb gràfics vectorials convincents amb una llibertat de moviment de 6 direccions i milers de sistemes planetaris visitables. En un principi, només estava disponible per la BBC Micro i l'Acorn Electron, però l'èxit d'aquest títol va causar progressivament que es llancés pels altres sistemes, fins i tot la Commodore 64, ZX Spectrum, Commodore Amiga, Atari ST, i finalment la Nintendo Entertainment System, tot i que aquest últim sistema només es va poder veure llançat a Europa.
Els ordinadors compatibles amb els ordinadors tipus IBM eren sistemes tècnicament competitius en els videojocs com el PC/AT d'IBM el 1984. La nova pantalla tipus EGA de 16 colors era la pantalla estàndard utilitzada per aquests ordinadors personals com el Commodore 64. L'antiga pantalla de tipus CGA a 4 colors que era utilitzada en models anteriors encara s'utilitzava en alguns ordinadors, però els seus gràfics insuficients van fer que no es pogués competir amb les pantalles de la C64 o l'Apple II. Les prestacions de so dels ordinadors AT eren suficients, no obstant això, els altaveus dels ordinadors eren encara molt limitats, que va ser solucionat instal·lant-se en diversos ordinadors personals amb la creació de xips de so dins de l'ordinador. També, l'alt cost dels ordinadors era relativament limitat en la popularitat dels videojocs.
L'Apple Macintosh també va arribar al mateix temps. Tot i la manca de prestacions de colors que ja tenia l'Apple II, hi havia una millor resolució de pixels, però no rendia davant d'alguns videojocs interessants com p. ex., el Lode Runner, problemes que no es van poder solucionar fins a tenir una màquina amb millors colors el 1987 amb la Mac II.
En els videojocs d'ordinador, a la recta final dels anys 80, el Regne Unit va tenir una gran importància. El mercat anglès va donar suport a un seguit de sistemes, com la ZX Spectrum i l'Amiga, ja que els desenvolupadors i publicadors van voler fer front als sistemes electrònics d'altres països com la NES, que també va tenir poc impacte als Estats Units, substituint-se per la Master System.
L'arribada de l'Atari ST i la Commodore Amiga el 1985 va començar una nova etapa de les màquines de 16 bits. Per molts usuaris i consumidors els trobaven massa cars fins a finals de la dècada, i es veia que l'ordinador IBM no era tan car per les seves prestacions com si ho eren els seus competidors. L'estàndard VGA desenvolupat per la nova línia PS/2 d'IBM el 1987 va fer que el potencial dels ordinadors augmentés fins a uns gràfics de 256 colors. Aquest va ser un gran salt davant els ordinadors personals de 8 bits que tenien gràfics baixos i un so molt primitiu com l'Amiga, causant entre els anys 1989 i el 1991 un autèntic problema pels desenvolupadors de màquines amb prestacions inferiors. Mentre que la ST i l'Amiga proporcionaven la reproducció de molts videojocs de gran tècnica, aquella època va ser marcada per les màquines de 8 bits, ja que els nous ports no es van comercialitzar a gran escala fins a finals del 80 i a principis dels 90.

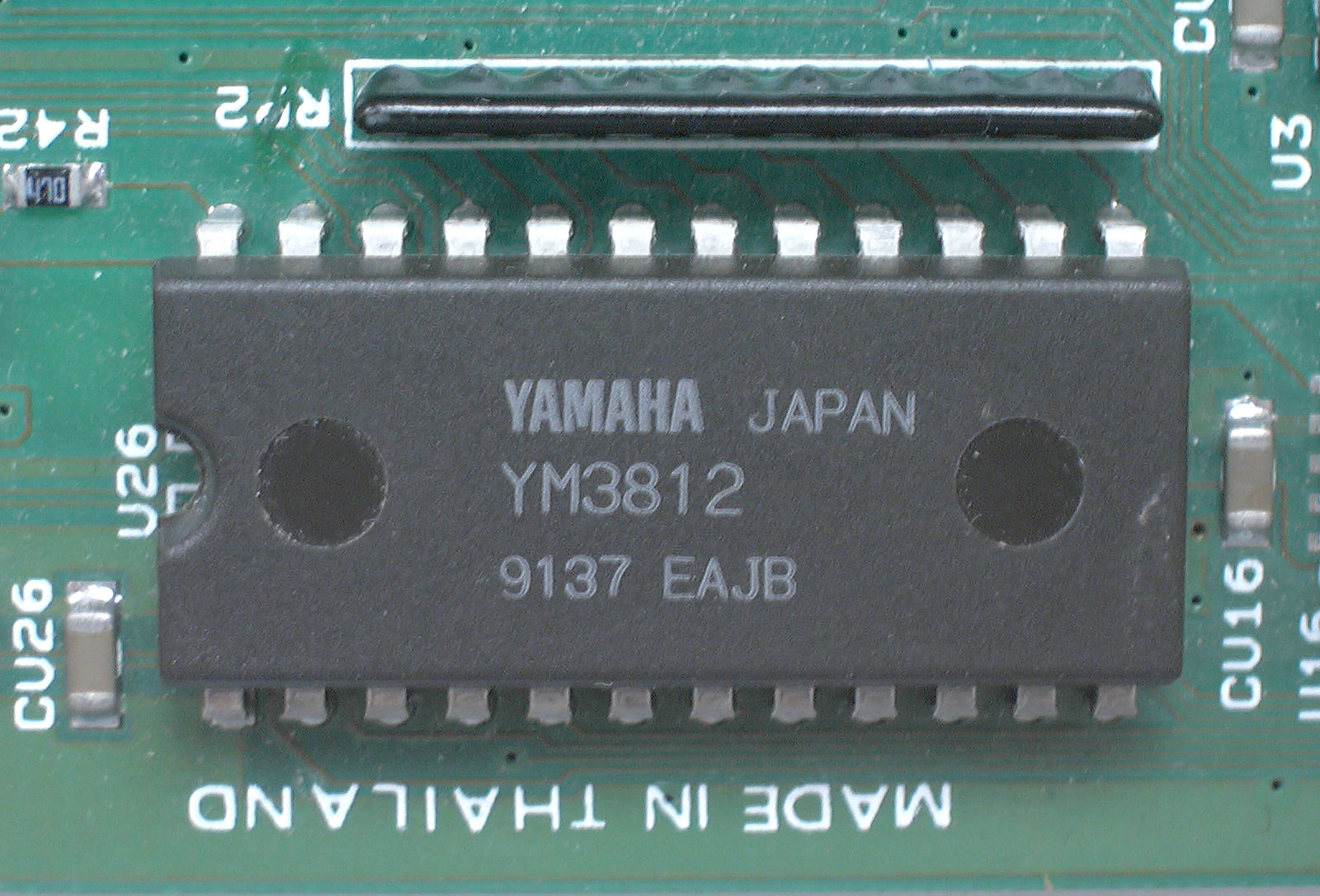
El xip de so Yamaha YM3812.

La manera de solucionar les pobres prestacions de so dels ordinaodors IBM i compatibles va ser en la creació de targetes de so a finals dels 80. AdLib va començar en crear targetes de so estàndards (encara primitius) el 1987, van crear per col·locar-les a les targetes de so els xips de so anomenats Yamaha YM3812. I la creació del Sound Blaster de Creative Labs el 1989, en què s'afegien noves característiques amb targetes d'AdLib, creant així un nou model estàndard. Tanmateix, alguns videojocs podien encara ser suportats per primitives targetes de so com la Roland MT-32 i la Disney Sound Source a principis dels 90. L'alt cost inicial de les targetes de so va fer que no es trobessin al mercat fins a la dècada dels 90.
Els videojocs del tipus Shareware van sorgir a finals dels anys 80, però el gran èxit va ser la dècada dels 90.

### Inicis del joc en línia
Els sistemes informàtics com el Commodore 64 o l'Apple II es van fer famosos als anys 80, i a vegades es va usar per al joc en línia. Els primers sistemes, a finals dels anys 70 i a principis dels 80, tenien una interfície basada en text, però els sistemes posteriors van usar un codi de control (anomenat art ANSI, que s'incloïa en caràcters d'ordinadors específics d'IBM però que actualment no en formen part del codi ANSI estàndard) per aconseguir una interfície semigràfica. Hi havia uns sistemes de xarxa anomenats BBS, els quals, es van utiitzar alguns videojocs d'aventures textuals i "blackjack"s (normalment jugat en punts en comptes de diners reals). En aquests sistemes BBS (que es podia estar en més d'una persona en xarxa), hi va haver alguns altres videojocs que també es van jugar en línia, però, en aquest cas, eren una varietat dels videojocs de rol de fantasia anomenats MUD, que sovint estaven ambientats en masmorres amb una multitud de jugadors jugant-hi en línia. De manera progressiva, aquests videojocs han evolucionat com els que coneixem avui en dia els MMORPG.
Els serveis comercials en línia, també van ser durant aquesta dècada, començant amb les interfícies de text semblants als BBS (però es feien servir en ordinadors de grans proporcions permetent a un gran nombre de jugadors jugar alhora en xarxa), i va deixar fins al final de la dècada totalment en entorns gràfics utilitzant un programari específic per a cada sistema informàtic. Els principals serveis de text en xarxa van ser CompuServe, The Source i GEnie, mentre que amb serveis gràfics com el Quantum Link per la Commodore 64, AppleLink per l'Apple II i el Macintosh, i el PC Link per l'ordinador IBM. Totes aquestes empreses funcionaven gràcies a una de gran anomenada America Online. Van sorgir diversos videojocs per a ser utilitzats per aquests serveis, però fins al 1987 només s'usaven texts per jugar, no pas gràfics.

### Videojoc portàtils amb pantalles LCD

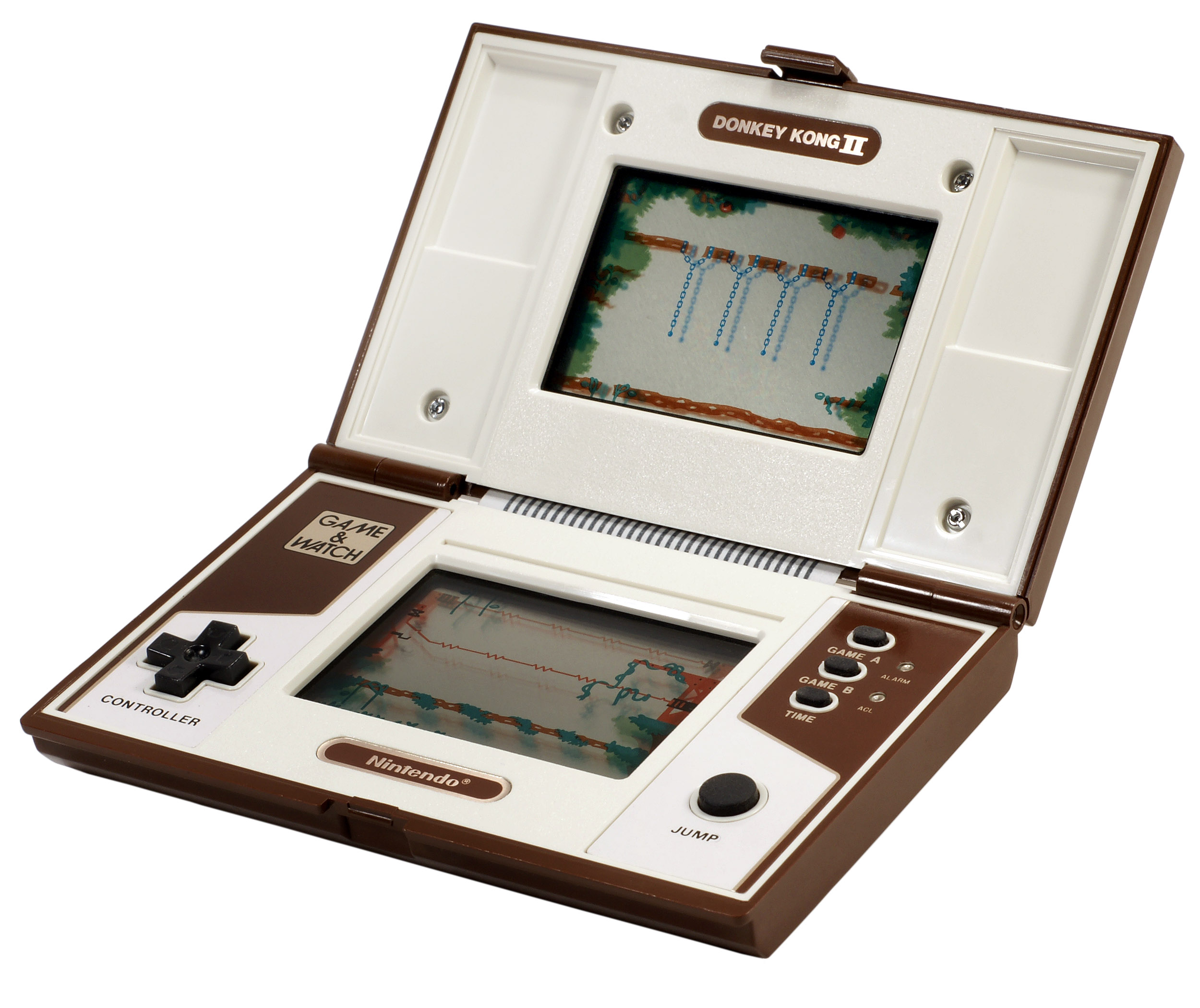
Donkey Kong II, un títol de la sèrie Nintendo Game & Watch (1980).

El Game & Watch de Nintendo va començar el 1980. L'èxit d'aquests sistemes portàtils de LCD van propiciar que dotzenes d'empreses de joguines i videojocs fessin els seus propis videojocs portàtils, com còpies dels títols del Game & Watch o adaptacions de videojocs recreatius clàssics. Amb la millora de la tecnologia del LCD es van poder crear nous sistemes portàtils que consumien menys bateria que els videojocs de LED o VFD. Un dels aspectes d'aquesta millora dels LCD és que eren més petits, i per tant, més còmodes a l'hora de portar-los. L'empresa Tiger Electronics va prendre això amb la creació de sistemes portàtils barats i de qualitat acceptables.

### Crisi dels videojocs de 1983

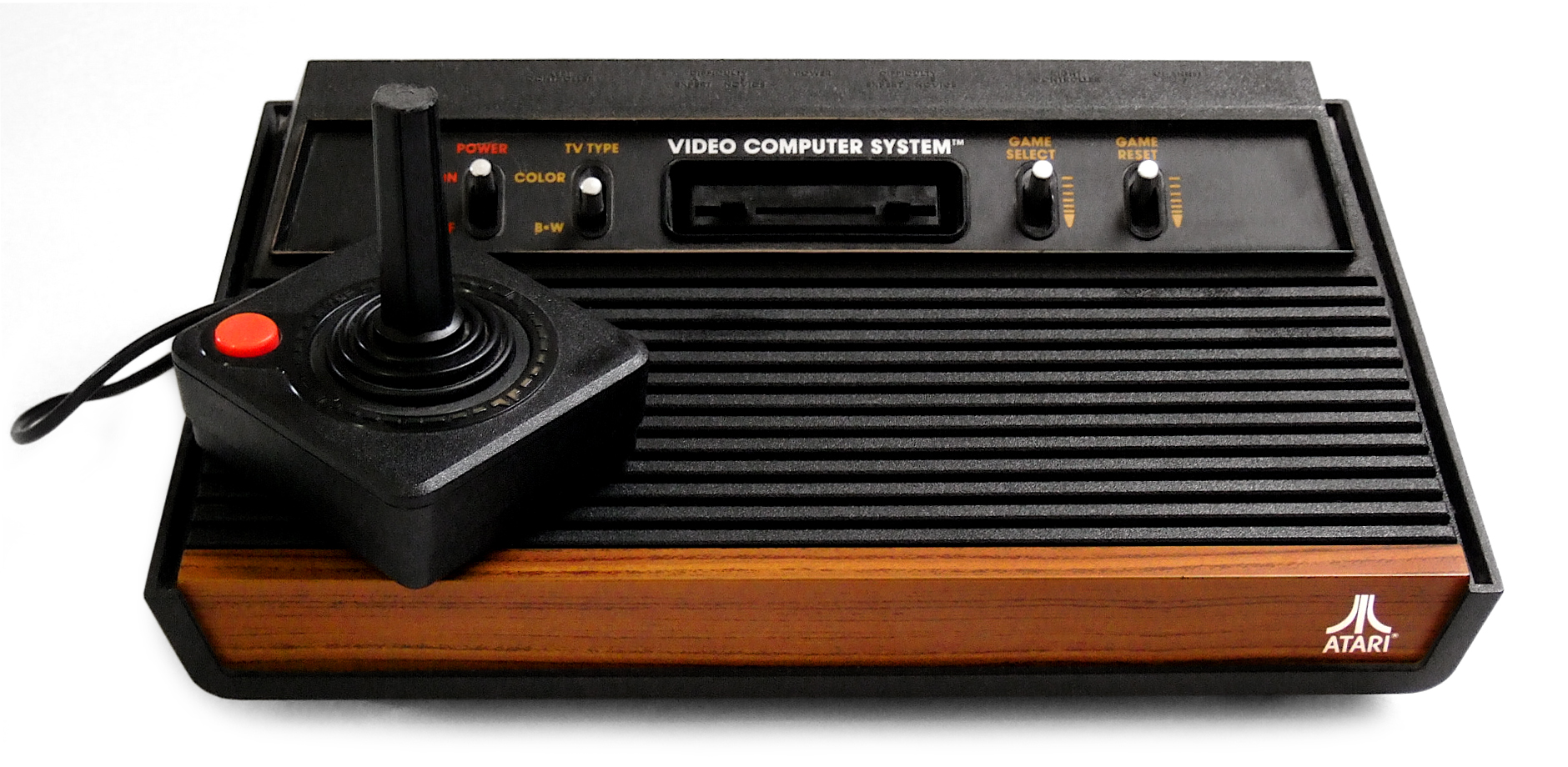
Atari 2600.

La crisi dels videojocs del 1983 va ser un llarg any, el qual, la indústria dels videojocs va patir una greu crisi i van tancar un gran nombre d'empreses que produïen consoles i ordinadors personals a l'Amèrica del Nord a finals del 1983 i a principis del 1984. Es considera que això va marcar el final de la segona generació dels videojocs. Algunes causes d'aquesta crisi van ser la producció de pobres videojocs (gràfica i intel·lectualment) com l'E.T. l'Extraterrestre i el Pac-Man per l'Atari 2600. Això va provocar el descontentament de molts consumidors. Es va descobrir que es feien més cartutxos del Pac-Man que sistemes per reproduir-los. Fins i tot, es va fer saber que alguns cartutxos d'E.T. L'Extraterrestre, es van enterrar en un forat a Nou Mèxic, als Estats Units.

### Tercera generació (1985–1989)
El 1984, el mercat dels videojocs va deixar enrere la crisi de l'any anterior amb la continuació del mercat dels videojocs de consola. Els ordinadors d'aquella època s'igualaven en compatibilitat gràfica a les videoconsoles.

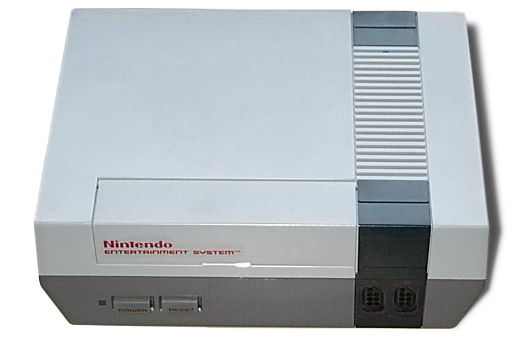
La Nintendo Entertainment System (o Famicom al Japó).

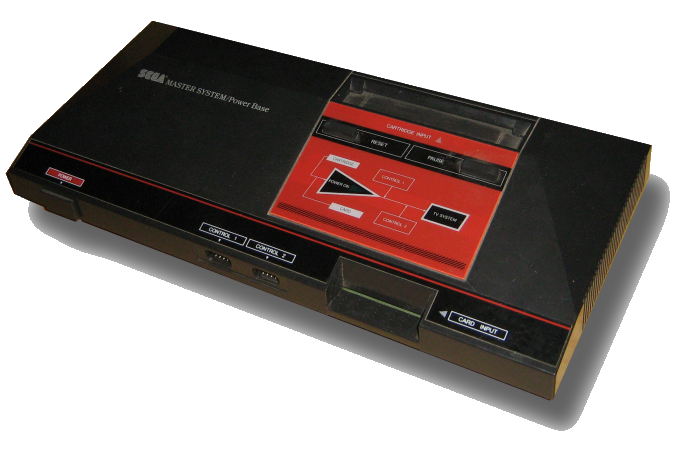
Sega Master System (1985).

El 1985, els mercats de les videoconsoles de tot el món van presenciar l'arribada d'una consola de Nintendo de 8 bits, la Famicom, coneguda a fora de l'Àsia com a Nintendo Entertainment System (NES). Va ser llançada juntament amb el videojoc Super Mario Bros., els quals, van obtindre ràpidament molt d'èxit. La NES va dominar al mercat de l'Amèrica del Nord fins a la nova generació de consoles a principis del 1990. Tot i que en altres mercats no va tenir pas tant impacte comercial, ja que hi havia altres sistemes de grans prestacions, com la PC Engine al Japó i la Sega Master System a Europa, Austràlia i el Brasil (com també a Amèrica en les dates properes al seu llançament).
En les noves consoles, els comandaments de videojoc van prendre el lloc als joysticks, paddles i teclats, el qual, va ser el controlador de videojoc que més s'utilitzen en els sistema. El disseny dels comandaments de videojoc consta de vuit botons o fletxes direccionals (anomenats en anglès directional-pad o D-pad per dir-ho més curt) amb 2 o més botons per fer accions. Aquest disseny es va convertir en un model estàndard.
La saga de Dragon Quest van fer el seu debut el 1986 amb el Dragon Quest, i va crear un gran impacte a la cultura japonesa des de llavors. També al mateix temps, l'empresa japonesa SquareSoft i Hironobu Sakaguchi es van esforçar per fer junts el seu títol final, el Final Fantasy (1987), un videojoc de rol (RPG) creat després del Dragon Quest, el qual va néixer la saga Final Fantasy. Final Fantasy va salvar l'empresa Squaresoft del seu tancament, ja que la franquícia va ser la de més èxit dins dels videojocs de rol. Al mateix temps, és quan la sèrie Legend of Zelda fa el seu debut per la NES amb The Legend of Zelda (1986). També es comença amb la saga Metal Gear de Hideo Kojima que va tenir l'oportunitat del llançament de Metal Gear (1987) per l'ordinador MSX2, el qual va iniciar el món dels videojocs en el gènere de l'espionatge. El Metal Gear va ser portat per la NES poc després. El 1989, Capcom va llançar l'Sweet Home (1989) per la NES, que va servir de precursor del gènere de terror.
El 1988, Nintendo va publicar la primera entrega del que seria la seva revista anomenada Nintendo Power, que va ser considerat com la primera i més important revista dedicada als videojocs, fent inspirar a les següents revistes com Game Informer i PlayStation Magazine.

## Els anys 90

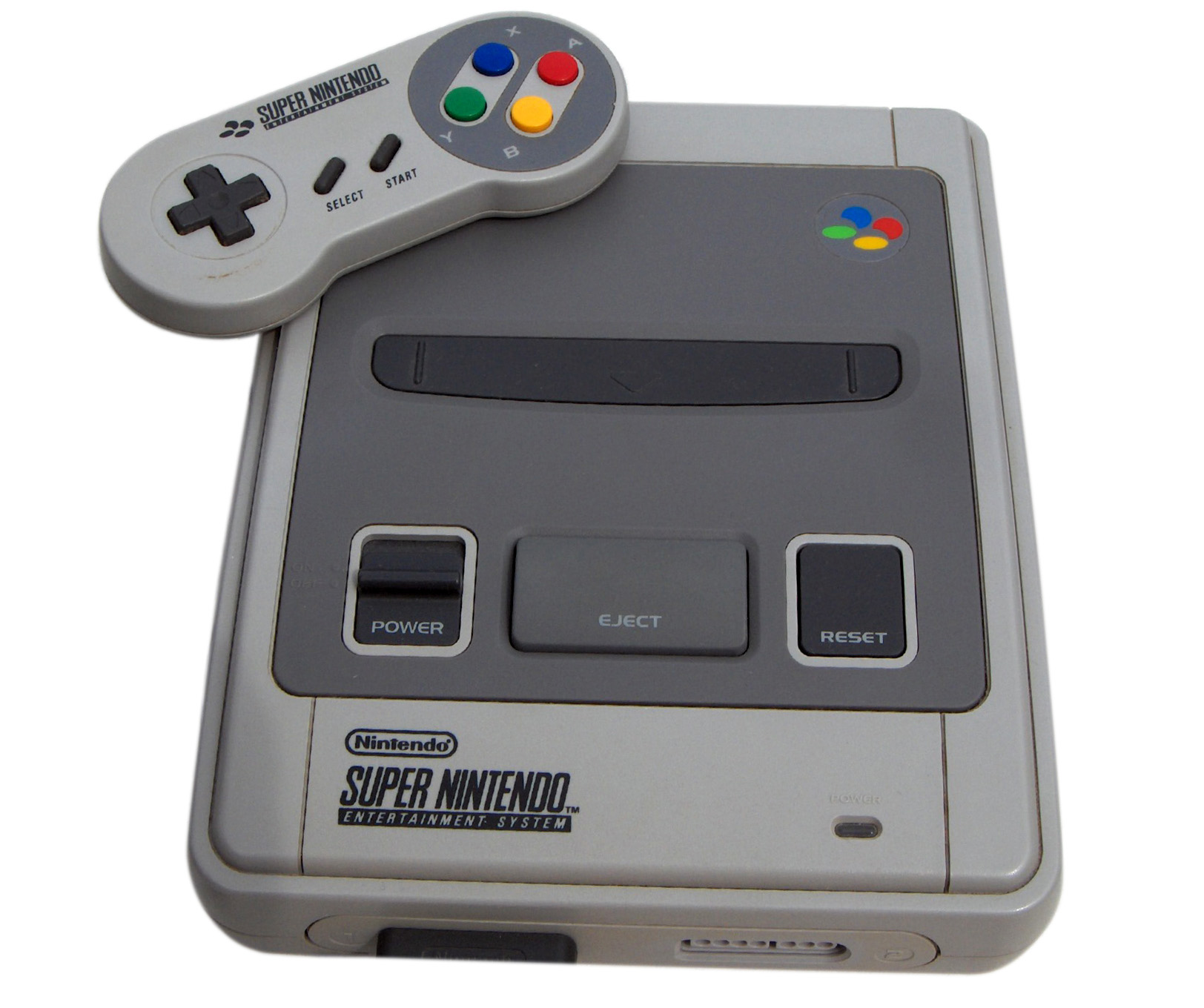
Una Super Nintendo amb el seu comandament.

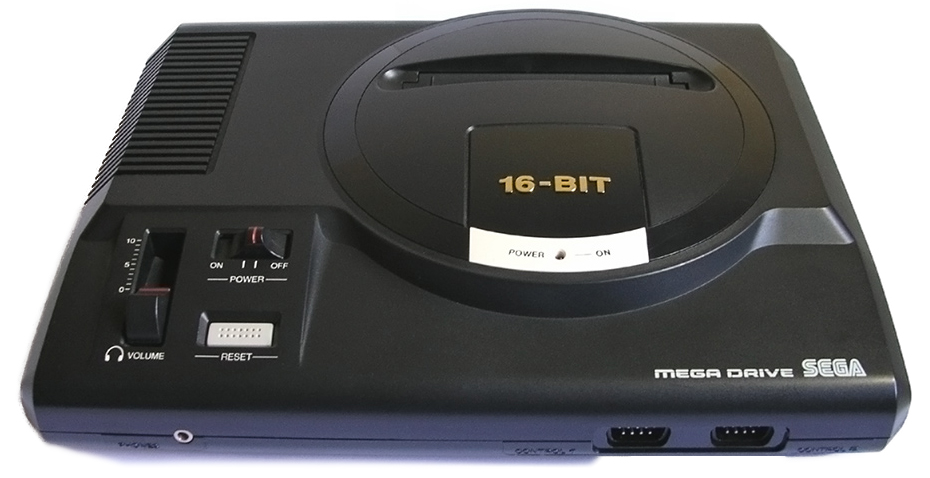
Sega Mega Drive (1990).

Si durant els anys 80 hi va haver la creació i l'expansió de la indústria, la dècada de 1990 va ser més aviat una etapa de maduració de la indústria amb els al·licients de Hollywood en donar impuls a la creació de videojocs comercials derivats a les pel·lícules que es produïen. Això va incrementar la producció, com també la venda dels productes que es feien. Les empreses grans dels videojocs, sovint eren les que tenien més recursos per vendre i distribuir els productes, però les empreses petites eren ràpidament absorbides per altres més grans. A causa d'això, una gran varietat de videojocs que van existir als anys 80 van acabar desapareixent, i moltes empreses van decidir formar part d'altres empreses més grans per no fer fallida al mercat.
Amb l'increment de la potència i la baixa dels costos dels processadors dels ordinadors com l'Intel 386 i el 486, i el Motorola 68030, la dècada dels 90 va ser l'època del gràfics en tres dimensions, com també les capacitats "multimèdia" com les targetes de so i els CD-ROM.
A principis dels 90, la distribució en shareware va ser un bon mètode per publicar videojocs de petits desenvolupadors, incloent-hi l'aparició d'empreses com Apogee (ara 3D Realms), Epic Megagames (ara Epic Games) i id Software. Això va permetre els consumidors poder provar el videojoc sense necessitat de comprar-lo, que normalment està restringit a una porció del videojoc o "capítol", abans de comprar-se el videojoc sencer. Els videojocs estaven emmagatzemats en disquets, primer de 5 ¼ i després de 3,5 que es podien obtenir a la majoria de les botigues, i sovint només costava alguns dòllars cadascun. Des de les versions shareware, que era pràcticament gratuït, només s'havia de pagar la mínima part corresponent a l'empaquetament i la portada. Com que la mida informàtica dels videojocs anava augmentant, els disquets es van quedar petits i els publicadors i desenvolupadors van començar a substituir els videojocs shareware per uns anomenat demos (que ve de demostració i només hi ha d'un a un parell de nivells de joc), distribuïts en CD gratuïts amb revistes de videojocs i per Internet.
El 1992 es va realitzar el llançament del primer videojoc d'estratègia en temps real (RTS) anomenat Dune II. Però es discuteix que en fos el primer del gènere perquè hi ha alguns altres videojocs que també eren RTS. Els videojocs que van normalitzar el gènere en la mecànica de la jugabilitat i van ser realment uns best-sellers dels videojocs, aquests van ser el Warcraft: Orcs & Humans, el Command & Conquer i l'StarCraft. Els RTS estan caracteritzats per una vista alçada del món, un "mini-mapa", i el control dels aspectes econòmics i militars d'un regne, imperi o poble.
Alone in the Dark (1992) va esdevenir com el naixement del gènere de terror en els videojocs. Aquest videojoc va servir d'inspiració com també de precursor dels posteriors videojocs, llavors en CD-ROM com el Resident Evil i el Silent Hill.
Els videojocs d'aventures van seguir evolucionant, amb la saga King's Quest de Sierra, i la de Monkey Island de LucasFilms/LucasArts iniciant la interacció gràfica. El Myst i les seves continuacions van inspirar un nou estil dels videojocs d'aventures sobre trencaclosques. Publicat l'any 1993, el Myst va ser un dels primers videojocs d'ordinador a utilitzar totalment les capacitats d'emmagatzematge que tenen els CD-ROM. En conseqüència, va ser el videojoc més venut de tota la dècada. El Myst, amb el Star Wars: Rebel Assault i The 7th Guest de l'empresa Trilobyte van estar entremig d'avenços en les prestacions que donaven els CD-ROM. Malgrat el gran èxit del Myst, es va incrementar la popularitat dels videojocs d'acció i de temps real per donar pas als videojocs d'aventures i de simulació, els altres tipus de videojocs d'ordinador van caure de mica en mica a l'oblit de les dècades anteriors.
Va ser en la dècada de 1990 que l'empresa Maxis va començar a publicar la seva línia de videojocs "Sim", començant amb el SimCity, i continuant amb una gran varietat de títols, com el SimEarth, SimCity 2000, SimAnt, SimTower, i el famós simulador de vida diària l'any 2000, The Sims.
El 1996, l'empresa 3dfx va llançar el xip Voodoo, donant cabuda a les targetes d'acceleració 3D pels ordinadors personals. Aquestes targetes van permetre a donar més detalls dels gràfics en tres dimensions (principalment amb un filtratge de les textures), ja que la CPU els podia fer funcionar. Els videojocs d'acció en primera persona (com el Quake) van estar entremig d'aquesta nova tecnologia. Mentre que altres videojocs també l'utilitzaven, els d'aquest gènere són els que van donar impuls darrere del desenvolupament de nous maquinaris per a 3D.
Aquestes noves tecnologies van permetre a les empreses crear videojocs barrejant gèneres amb gràfics de 3D, com l'empresa Looking Glass Studios que van combinar els gèneres d'acció en primera persona amb pinzellades de videojocs d'espies. I els videojocs d'estratègia per torns també va agafar força als ordinadors com la saga Heroes of Might and Magic (HOMM) de l'empresa 3DO.
Els anys 90 també es va veure els inicis dels videojocs a Internet, amb els MUD (Multi-User Dungeons) a principis de la dècada. El videojoc Quake llançat l'any 1996 per id Software va ser-ne el precursor del joc per Internet dels d'acció en primera persona. La possibilitat de jugar en xarxa en multijugador va ser, de facto, un requisit per la majoria dels videojocs d'acció en primera persona. Després, el joc en línia també es va posar disponible per altres gèneres, fins i tot els videojocs RTS com Age of Empires de Microsoft, les sagues Warcraft i Starcraft de Blizzard, i videojocs d'estratègia per torns com Heroes of Might and Magic. Els MMORPG (videojocs de rol jugats massivament en línia), com l'Ultima Online i l'EverQuest van deixar que un gran nombre limitat de jugadors puguin jugar alhora en aquests videojocs, permetent que altres videojocs com els MUD es mostressin escenaris tridimensionals que no es veien en els MUD anteriors. El creació de plugins pels exploradors web com els de Java i Macromedia Flash, van permetre la creació de molts videojocs simples per a ser jugats a través de les pàgines web. Aquests petits videojocs amb modes multijugador i individual es podien ser descarregats i jugats en un explorador o navegador web sense instal·lar a l'ordinador. Els gèneres més populars d'aquests videojocs web són els de trencaclosques, els clàssics videojocs recreatius o arcade, i els videojocs de taula i de cartes.

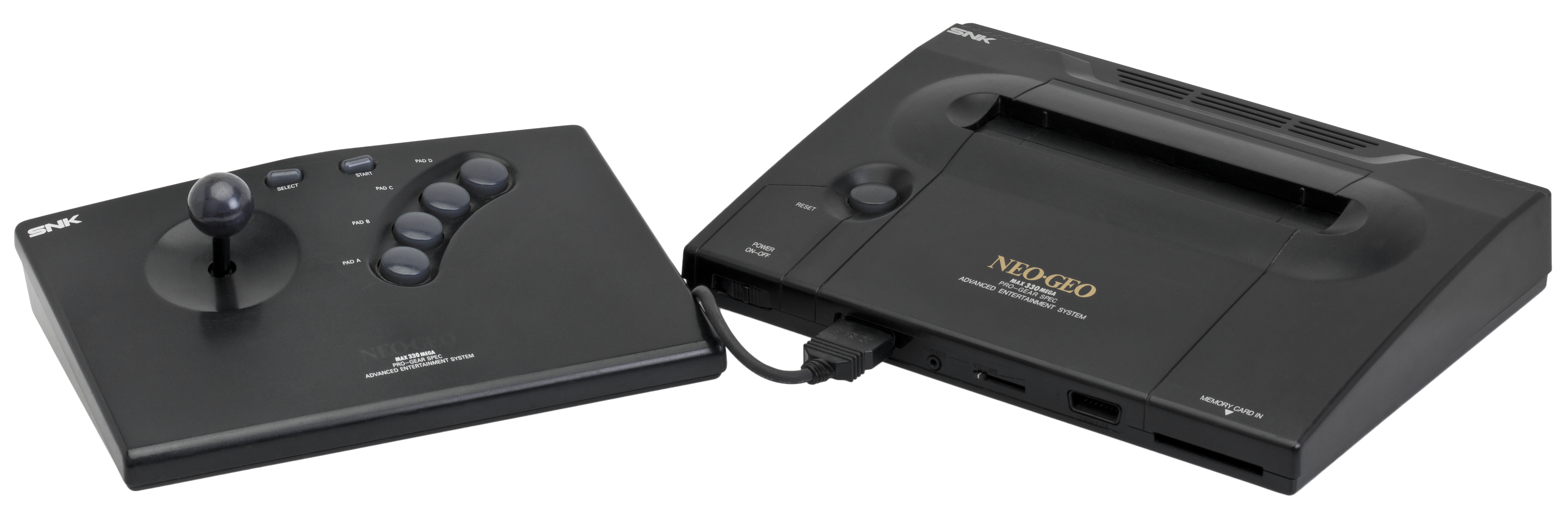
Videoconsola Neo-Geo casolana.

Els jugadors dels anys 90 van començar van tenir poder a les seves mans en la creació de modificacions (o "mods") pels videojocs famosos o clàssics. Per exemple, es va crear el mod Castle Smurfenstein, que ve del videojoc original Castle Wolfenstein. De sobte, les empreses van veure que a causa d'aquests mods, la vida comercial dels seus videojocs s'anava ampliant, per això, ja van comenaçar a crear videojocs especials perquè els consumidors els poguessin modificar amb facilitat. Així va començar la febre de la creació de mods. El Half-Life, potser és l'exemple amb més èxit rebut en els últims anys (o, des del principi, un dels més jugats) gràcies a la creació continuada de modificacions, la més famosa i important és la del CounterStrike, que de manera sobtada va tenir un gran èxit desbancant a molts altres videojocs del gènere, com també el seu videojoc original esmentat anteriorment. Des del CounterStrike, es van crear molts altres videojocs sota aquest concepte.
Alguns altres exemples de gran èxit poden ser l'Unreal Tournament, que permetia els jugadors importar escenes del 3dsmax per utilitzar-les en els personatges, i el The Sims, de Maxis, que permetia als jugadors crear-se els seus propis objectes domèstics.
Van sorgir també nous gènres des dels inicis dels FPS i els RTS, amb l'excepció del gènere d'acció en tercera persona. Tots els videojocs com el Grand Theft Auto II, Splinter Cell, Enter The Matrix i Hitman utilitzen una perspectiva de càmera en tercera persona malgrat ser molt semblants als d'acció en primera persona.

### El declivi de les màquines recreatives

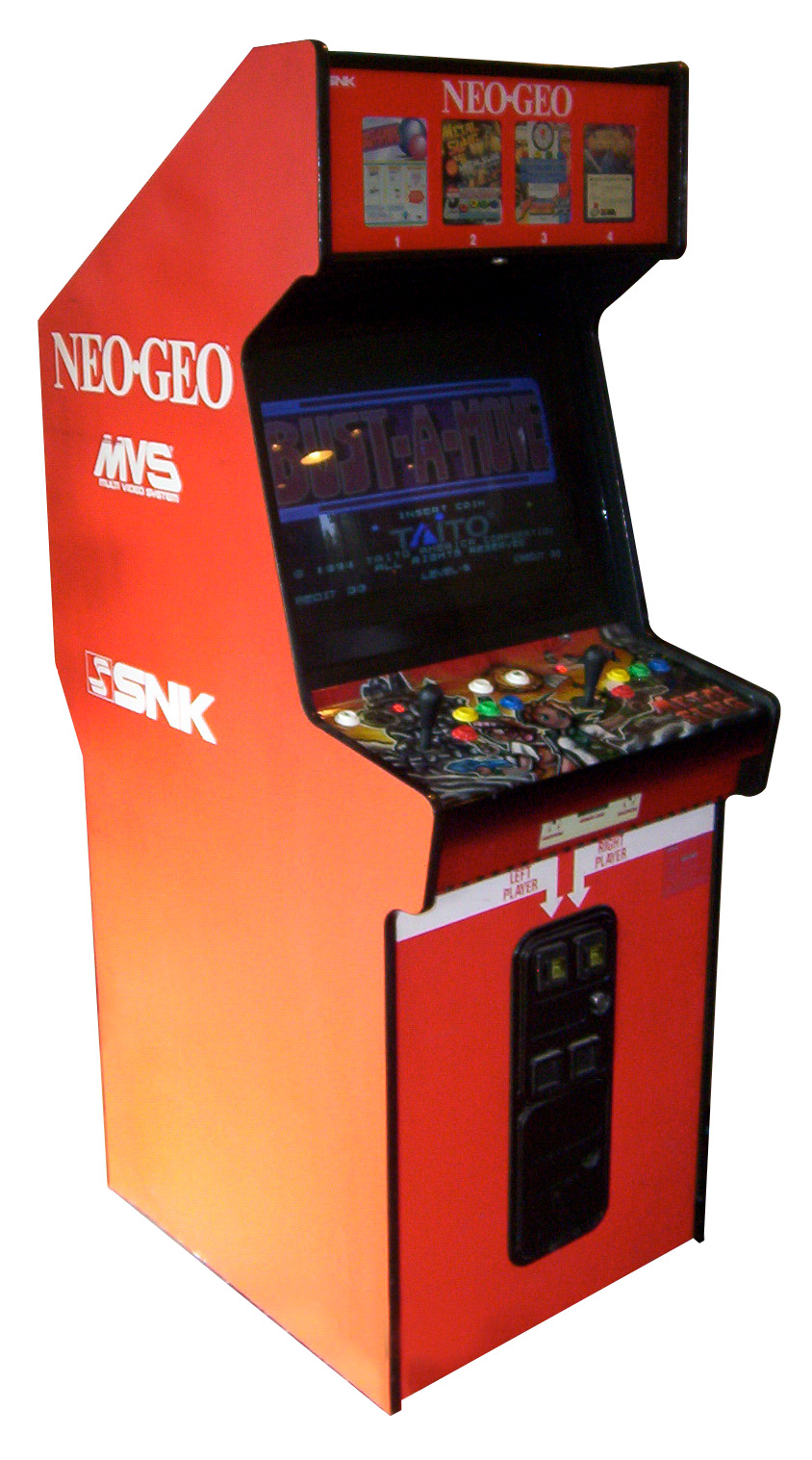
Neo-Geo arcade.

Amb les consoles de 16 i 32 bits, els videojocs per ser-ne reproduïts en consoles es van equivaler en la qualitat dels gràfics dels videojocs "arcade". Llavors, és quan els videojocs de consola amb estil "arcade" van igualar-se molt en l'èxit de les màquines recreatives. Un gran nombre de jugadors van voler esperar que els videojocs de màquines recreatives es portessin a les consoles. Entre els videojocs recreatius, hi va haver un últim gran èxit a principis dels 90 amb Street Fighter II, el qual va ser el videojoc amb més èxit i popularitat de tots els videojocs de lluita. Però, el constant avanç de les consoles va fer que molts jugadors i consumidors comprar-se abans una consola per tenir-la a casa que anar en aquests locals d'oci. Això va propiciar a un declivi, progressiu, de les màquines recreatives, els quals hi va haver molts tancaments dels locals. Tot i que les màquines recreatives clàssiques i famoses van tenir una vida més llarga.
Ara, principalment hi ha màquines recreatives que són massa cares per vendre-les per a la llar, per això es col·loquen als salons recreatius, malgrat haver perdut força comercialment. Aquestes màquines recreatives, sovint són videojocs d'esports com l'esquí i el ciclisme, com també els videojocs musicals com el Dance Dance Revolution, que han tingut una llarga i bona tirada al mercat. Dave & Busters i GameWorks són dos importants empreses dedicades a aquest tipus d'entreteniment als Estats Units. En alguns restaurants i bars es poden trobar també aquestes màquines, tot i ser només per adults. Un exemple d'aquests establiments és el Chuck E. Cheese, el qual, hi ha diverses màquines de videojocs per als nens.

### L'edat d'or de les màquines portàtils

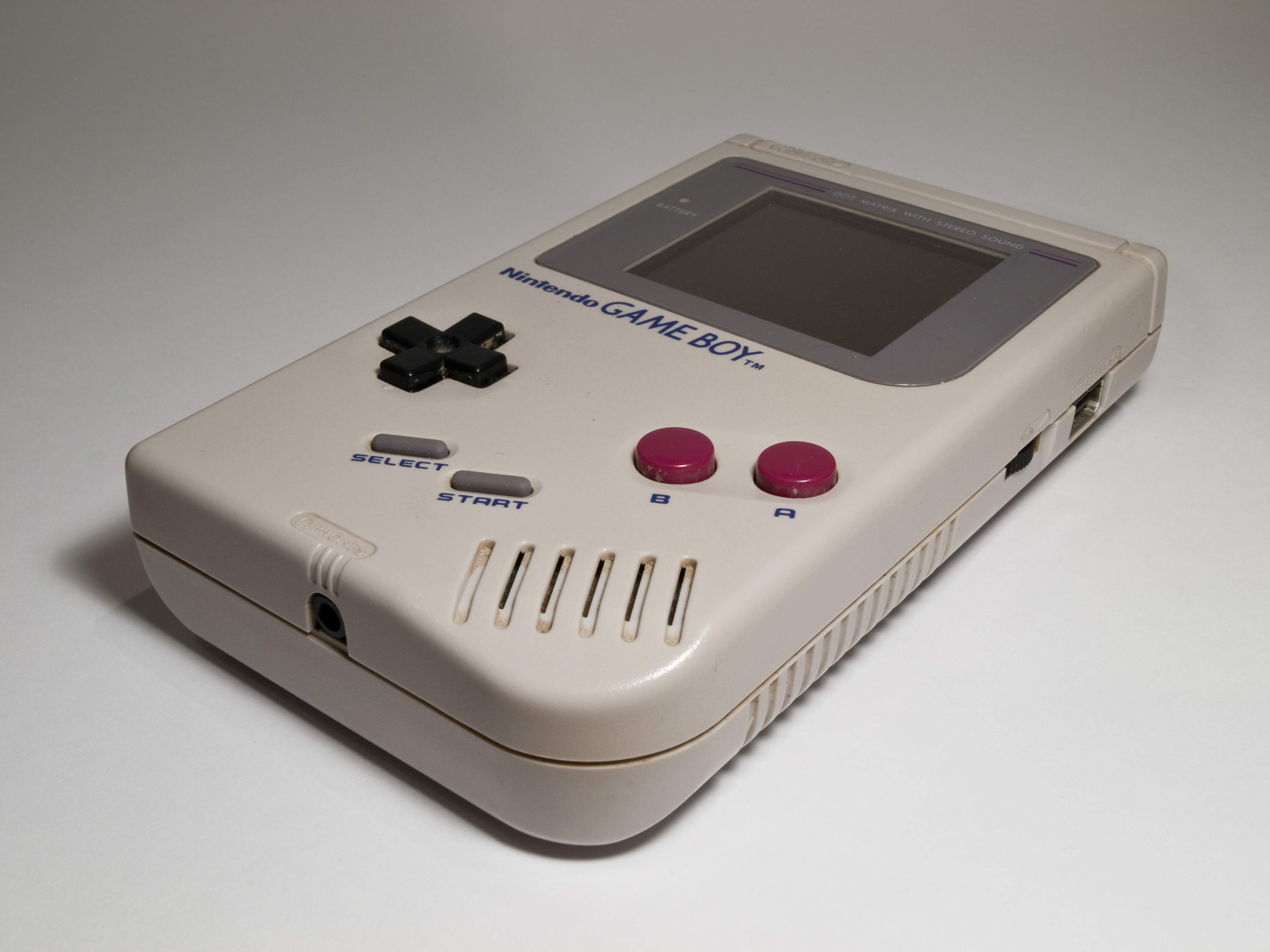
La consola portàtil Game Boy (1989).

El 1989, Nintendo va llançar la Game Boy, la primera consola portàtil des que es va intentar desafortunadament amb Microvision. L'equip de disseny estava dirigit per Gunpei Yokoi que també va ser responsable dels sistemes Game & Watch. També es va incloure al sistema el Tetris, un videojoc de trencaclosques popular. Algunes portàtils rivals van tenir també el seu debut al mateix temps, incloent la Sega Game Gear i l'Atari Lynx (la primera portàtil amb pantalla LCD amb color). A través d'altres sistemes tecnològicament més avançats, van ser millorats amb bateries que consumessin menys energia. Mentre que alguns dels altres sistemes es van produir fins a mitjans dels 90, la Game Boy va ser la màxima consola en nombre de vendes durant tota la seva vida comercial.

### Quarta generació (1989 - 96)
La Sega Mega Drive (coneguda a Amèrica del Nord com la Sega Genesis) va ser posada a prova davant el mercat el 1989. Nintendo va respondre en aquest sistema de nova generació amb la coneguda Super NES el 1991. La TurboGrafx-16 de NEC Corporation va debutar davant el mercat al mateix temps que la Genesis, però no va tenir gaire èxit als EUA, ja que hi havia pocs videojocs i una distribució amb excessives restriccions imposades per Hudson.
Es va llançar Mortal Kombat al mateix temps per a les dues consoles, la SNES i la Mega Drive, que va ser una de les franquícies més populars de tots els temps.
La intensa competició d'aquesta època va ser també un període no gaire bo pel màrqueting. La TurboGrafx-16 va ser nomenada com el primer sistema de 16 bits però el seu processador central era la HuC6280 de 8 bits, que amb només un processador gràfic HuC6260 podia dur un xip de 16 bits. A més, temps enrere, la Intellivision de Mattel portava un processador de 16 bits. Sega, va saber la veritat i va utilitzar el terme anglès de "Blast Processing" per descriure que les CPU de les seves consoles eren millors que les altres com la SNES (7,67 MHz contra 3,58 MHz).
Al Japó, l'èxit el 1987 de la PC Engine (el mateix sistema de la TurboGrafx-16 d'aquí) contra la Famicom i el disc de CD (disc compacte) va deixar la Mega Drive (Genesis als Estats Units) fora del mercat japonès el 1988, que no va passar el mateix fora del Japó. El PC Engine va perdre força quan va sortir la Super Famicom, però almenys va poder tenir una suficient base per nous videojocs fins a finals de la dècada de 1990.
Els calaixos de CD-ROM es van veure per primer cop en aquesta generació, hi va fer aguantar la PC Engine fins al 1988 i la Megadrive fins al 1991. Els bàsics gràfics en 3D amb pocs poligons van ser processats en els cartutxos de videojocs com el Virtua Racing i l'Star Fox.
La consola més cara va ser la Neo-Geo de SNK que es va quedar al marge quan es va llançar el 1990, i va ser al mercat durant uns quants anys. La consola era també capaç de reproduir videojocs amb gràfics 2D a una gran qualitat com les altres consoles. La raó perquè no es van vendre gaires d'aquestes consoles és perquè s'utilitzava el mateix maquinari que moltes màquines recreatives de SNK. Aquesta consola va ser la primera des que les màquines Pong es col·loquessin amb un aire més "arcade" a casa.

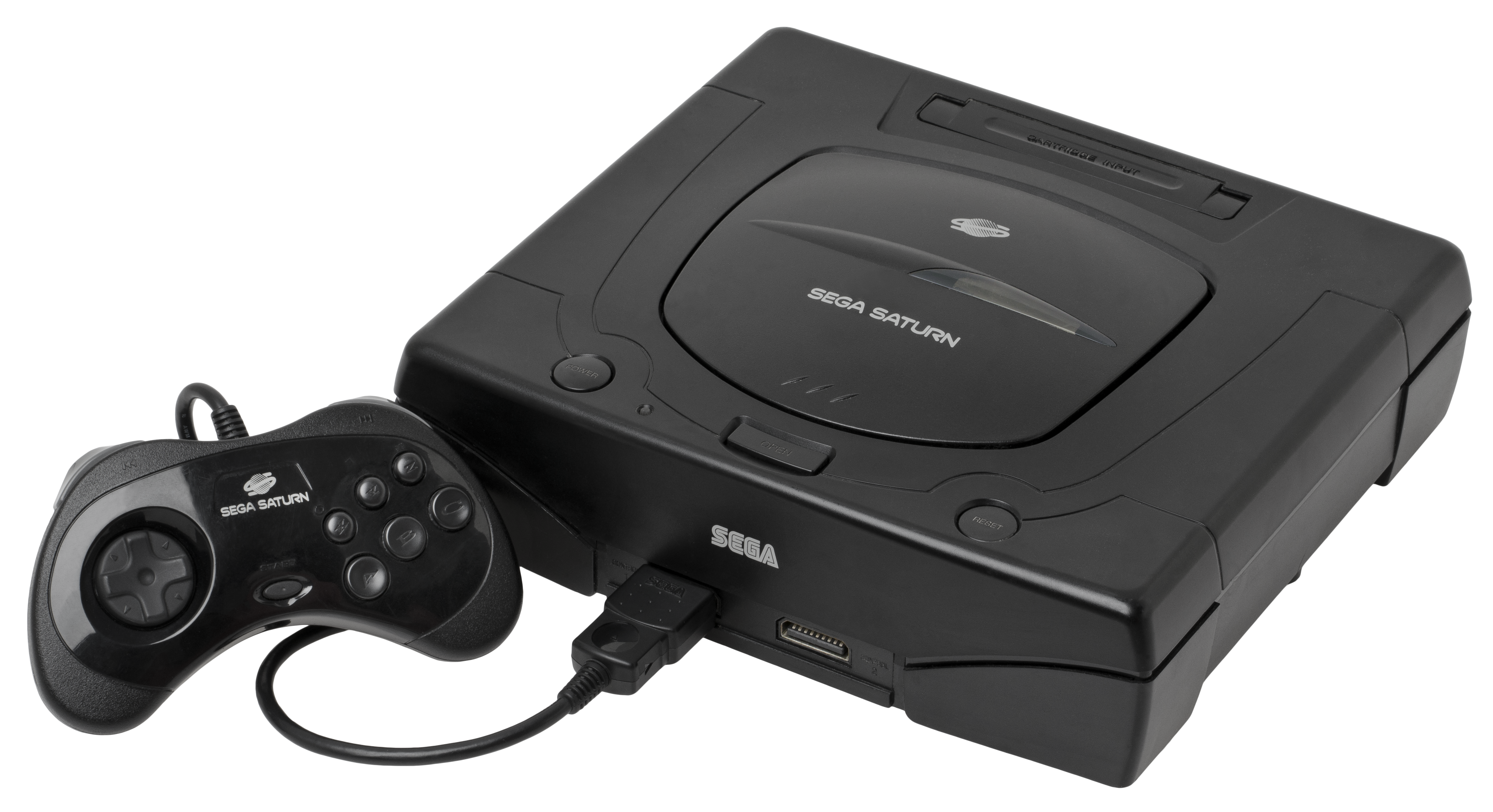
Sega Saturn (1994)

### Cinquena generació (1994 - 99)

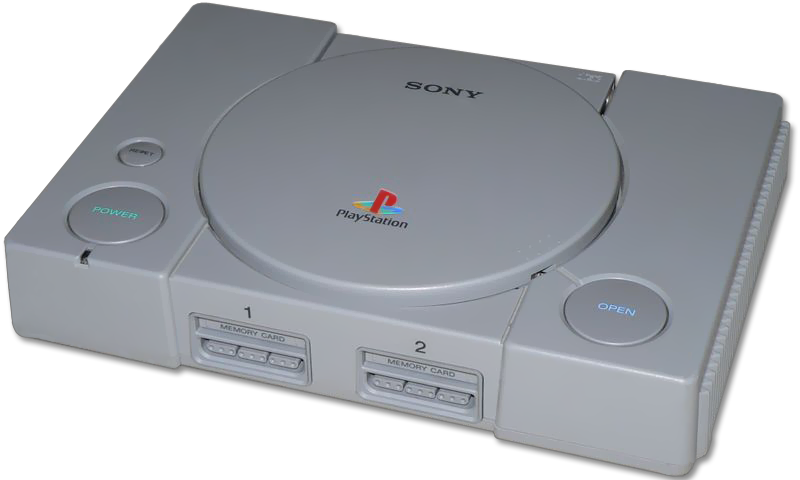
Sony Playstation (1994)

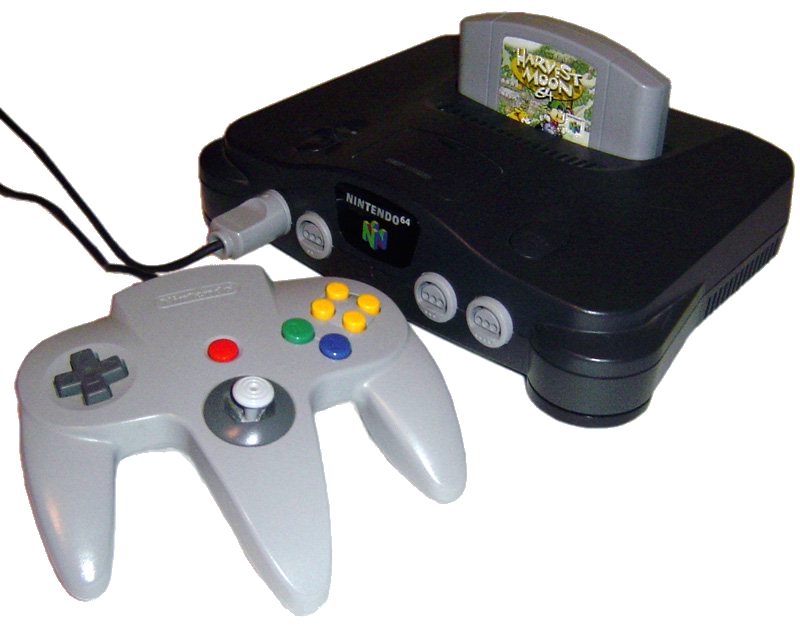
Nintendo 64 (1996)

Metal Gear Solid va ser un dels videojocs mai fets amb més influència. Aquest videojoc va tenir èxit per les seves escenes cinemàtiques i l'argument del joc fet per Hideo Kojima.

El 1994-1995, Sega va llançar la Sega Saturn i Sony va llançar la PlayStation. Les dues consoles utilitzaven la tecnologia de 32-bit; això obria la porta als videojocs de 3D. Veient l'èxit de la Saturn al Japó, Sega a través del llançament de la seva consola als EUA va començar el gran fracàs i llavors la consola PlayStation va tenir moltes més vendes. Va ser la consola de Sony que va ser la més venuda a tot el món als anys 90, tot i que només amb la PlayStation 2 va aconseguir vendre moltes més unitats.
Després d'això, Nintendo va llançar una consola de 64-bit, la Nintendo 64 al 1996, venent més d'1,5 milions d'unitats en només tres mesos. El videojoc en el llançament va ser el Super Mario 64, que resultava ser l'exemple perfecte per definir els videojocs de plataformes en 3D.
El PaRappa the Rapper va popularitzar els videojocs rítmics i musicals prenent el seu debut al Japó el 1996 per la PlayStation. Darrerament, es van llançar més videojocs de ball i música com el beatmania i Dance Dance Revolution sent els millors jocs adapats a les màquines recreatives al Japó. Mentre que el Parappa, DDR, i altres videojocs musicals van arribar a l'Amèrica del Nord, no es va fer gaires videojocs significatius del gènere fins a la següent dècada.
Altres videojocs d'èxit van ser el GoldenEye 007 per la Nintendo 64 fet per Rare (1997), que va rebre una bona crítica pel realisme en el videojoc sobre una pel·lícula de llicència com és James Bond i esdevenint el millor videojoc d'acció en primera persona mai fet fins aleshores. El The Legend of Zelda: Ocarina of Time (1998), el debut en 3D de Nintendo de la saga de videojocs The Legend of Zelda, el qual va ser nomenat com un dels millors videojocs de tots els temps per diversos crítics. I l'èxit del Metal Gear Solid (1998) per la PlayStation va establir el gènere dels videojocs d'espionatge com un gènere popular.
Nintendo va triar usar cartutxs en comptes de CD-ROM pels videojocs de la Nintendo 64, sent l'única consola sobre aquest tema en la seva etapa, el qual va comportar negatives conseqüències. En particular, l'empresa SquareSoft, que havia llançat videojocs de la saga Final Fantasy en les consoles anteriors de Nintendo, s'havia passat a PlayStation; amb el llançament de Final Fantasy VII (1997) el qual va resultar ser un gran èxit, establint la popularitat dels videojocs de rol.
Al final d'aquesta etapa, Sony va ser líder del mercat. La Saturn va tenir èxit al Japó però a l'Amèrica del Nord va ser un fracàs, deixant l'empresa Sega fora del mercat principal de consoles.

## Dècada del 2000

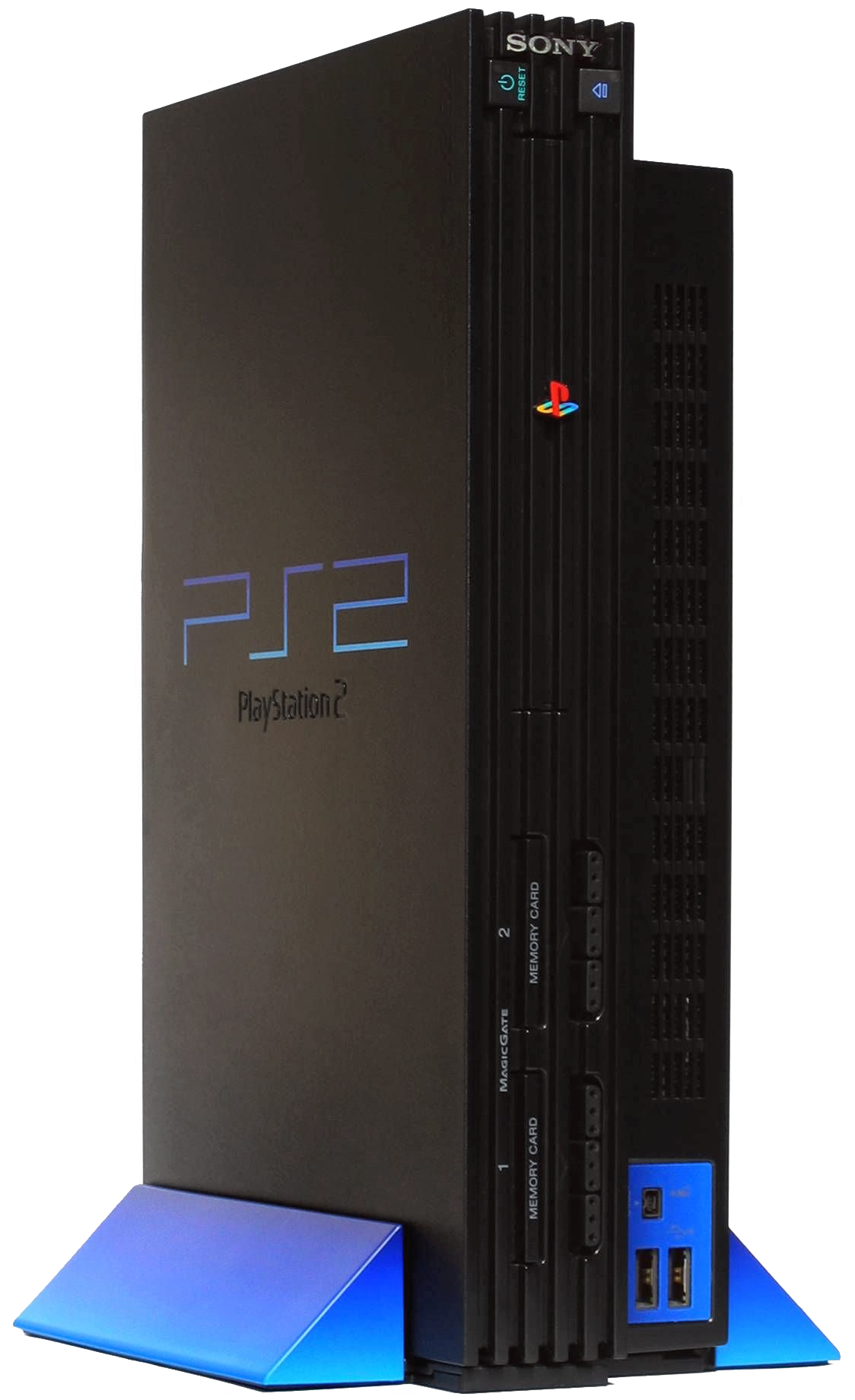
Sony Playstation 2 (2000)

Si hi ha alguna cosa que caracteritza la indústria del videojoc del segle XXI és la seva transformació en una indústria multimilionària de dimensions inimaginables pocs anys abans. En 2009 la indústria dels videojocs era un dels sectors d'activitat més importants de l'economia nord-americana, i en països com Espanya generava més diners que la indústria de la música i el cinema junts. El programador de videojocs ja no era l'afeccionat a l'electrònica que elaborava pràcticament en solitari i amb caràcter artesanal i amateur els seus programes, sinó un professional altament qualificat que treballava amb altres professionals especialitzats (programadors, grafistas, dissenyadors, etc.) en equips o de desenvolupament (studios) perfectament estructurats sovint sota el control directe o indirecte de grans multinacionals.

### Una nova generació de màquines

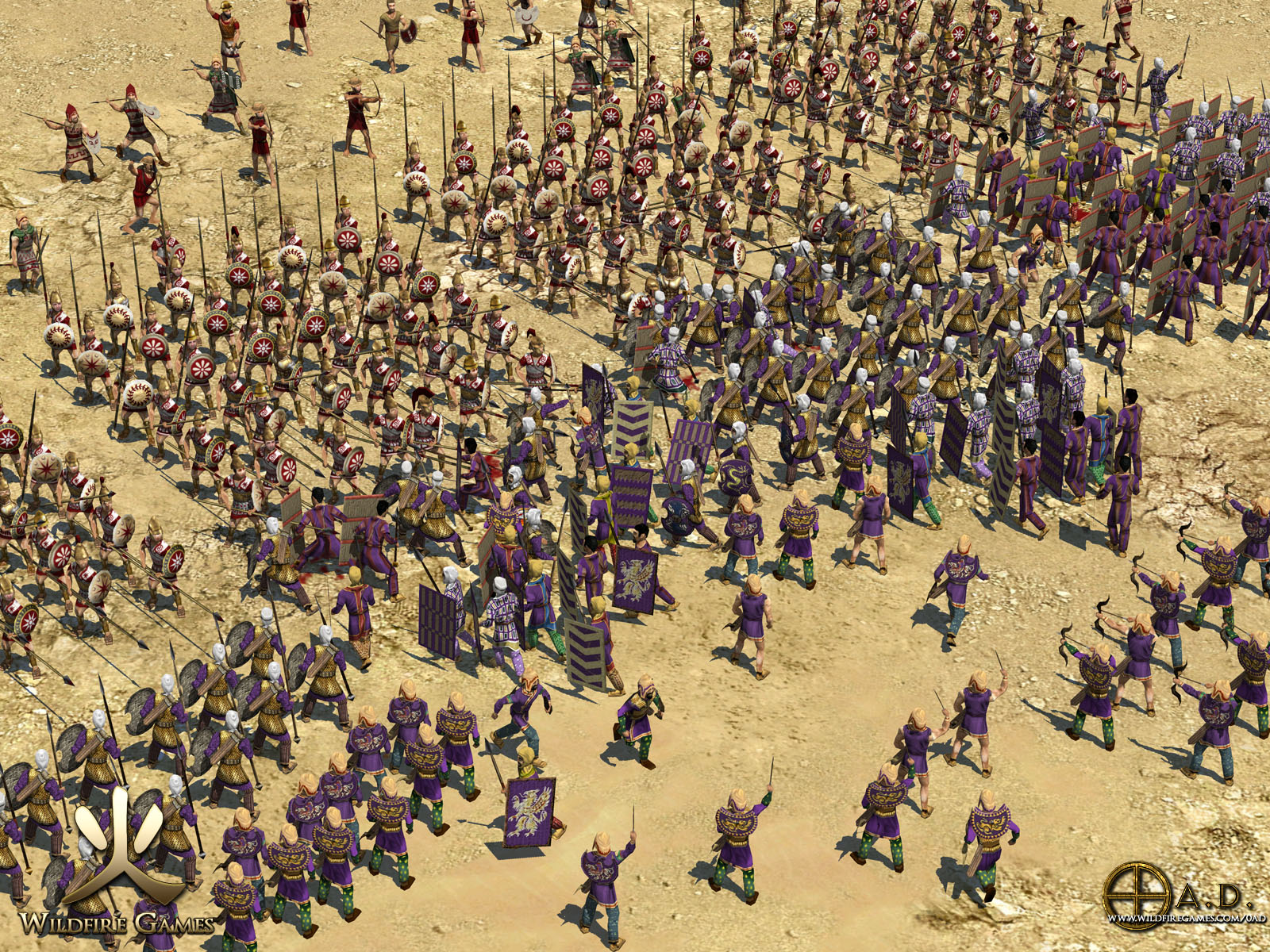
Un joc d'estratègia en temps real.

Des de mitjan dècada de 1990 la indústria de les màquines recreatives estava en crisis. Aquest tipus d'aparells sempre havia basat el seu èxit en el fet de disposar d'una tecnologia i una potència audiovisual molt per sobre de les capacitats dels microordinadors personals i de les consoles domèstiques. La Neo-Geo de SNK permetia al jugador gaudir a la seva casa de la mateixa tecnologia que exhibien les màquines dels salons recreatius, però era una consola molt cara solament a l'abast d'uns pocs. L'èxit de la Playstation i les consoles de la seva generació (Nintendo 64 i Sega Saturn) va desequilibrar definitivament aquesta situació, doncs les noves màquines domèstiques igualaven i fins i tot superaven tecnològicament a la majoria de recreatives. D'altra banda el ràpid creixement del sector de la telefonia mòbil, amb aparells cada vegada més potents que permetien executar videojocs de creixent complexitat, va sentenciar definitivament les màquines que havien protagonitzat l'inici de la revolució dels videojocs obligant als amos dels salons recreatius a reorientar el seu model de negoci.
En 2000 Sony va llançar l'anticipada PlayStation 2, un aparell de 128 bits que es convertiria en la videoconsola més venuda de la història, mentre que Microsoft va fer la seva entrada en la indústria un any més tard amb el seu X-Box, una màquina de característiques similars que no obstant això no va aconseguir igualar el seu èxit. De 2001 va ser també la GameCube, una nova aposta de Nintendo que no va aconseguir atreure al públic adult i el fracàs comercial del qual va suposar un replantejament de l'estratègia comercial de la companyia nipona que, a partir d'aquest moment, va dirigir la seva atenció al mercat de les handhelds. Gameboy Advance, de 2001 va ser la seva primera temptativa en aquest terreny, però el veritable èxit amb el qual Nintendo reconquistará part del mercat perdut trigarà encara a aparèixer. En 2003 apareix el Nokia N-Gage, primera incursió de la companyia finlandesa en el camp de les videoconsoles.
Mentrestant, el mercat dels PC seguia dominat per esquemes de joc que ja havien fet la seva aparició amb anterioritat. Triomfaven els videojocs d'estratègia en temps real (Warcraft, Age of Empires) i els jocs d'acció en línia (Call of Duty, Battlefield 1942) En 2004 va sortir al mercat la Nintendo DS, primer producte de la nova estratègia d'una companyia que havia renunciat al mercat de les videoconsoles clàssiques, i poc després va aparèixer la Sony PSP, una consola similar que no va arribar a aconseguir a la primera en xifres de vendes. En 2005 Microsoft va llançar el seu Xbox 360, un model millorat de la seva primera consola dissenyat per competir amb la Playstation 2. La resposta de Sony no es va fer esperar, i pocs mesos després va llançar el seu Playstation 3, una consola que inicialment no va aconseguir l'èxit esperat. La revolució de Nintendo va tenir lloc a l'abril de 2006 quan va presentar la seva Wii, una màquina que amb el seu innovador sistema de control per moviment. Amb aquesta consola, Nintendo va tornar a recuperar el terreny perdut davant els seus competidors.

### Nous gèneres i franquícies multimilionàries

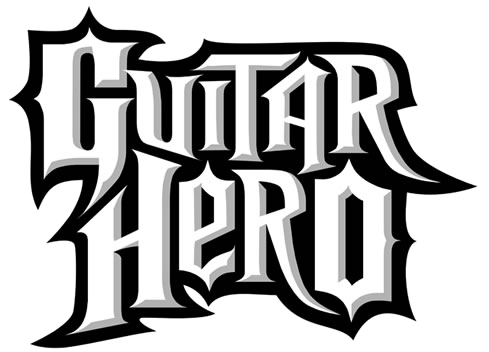
Guitar Hero, (2005)

Para molts afeccionats, la professionalització de la indústria va portar amb si un cert estancament de l'originalitat que havia caracteritzat el treball dels desenvolupadors de dècades anteriors, en part a causa de l'esgotament de noves idees, o per la preferència que les grans multinacionals mostraven per la producció de títols basats en personatges coneguts o en gèneres i fórmules de joc que ja s'havien demostrat reeixides i en part a causa de la increïble potència que lliuraven les noves generacions de màquines, estimulant el desenvolupament de videojocs de gran potència gràfica on l'originalitat quedava relegada a un segon pla. Malgrat això les companyies van continuar llançant títols que suposaven un bufo d'aire fresc, com Guitar Hero un joc de 2005 amb un original sistema de control que va obrir una lucrativa franquícia de mitjans, i les xifres de la qual de venda en 2009 se situaven en 32 milions de jocs venuts. The Sims (2000) va posar de moda els jocs de simulació social, un gènere relacionat amb els videojocs de rol en línia el representant de la qual més important va ser Ultima Online, que al seu torn tenien el seu origen en els MUD de mitjan la dècada de 1980. Per la seva banda, Grand Theft Acte III (Rockstar Games 2001) iniciava una sèrie de videojocs que barrejaven dos de les tendències més característiques de les noves generacions —arguments cada vegada més complexos i llibertat de moviments i d'acció— i que es convertiria en una de les sèries més reeixides de tots els temps.
Un altre fenomen que ha caracteritzat les pràctiques de les companyies desenvolupadores en els últims anys ha estat l'explotació de franquícies, sèries de programes basats en els personatges d'un videojoc original; títols com Halo: Combat Evolved (2001), Resident Evil (1996), Silent Hill (1999), Prince of Pèrsia (2003), The King of Fighters (1994), Final Fantasy (1987), Street Fighter (1987), Call of Duty (2003), Metall Slug (1996), Medal of Honor (2001), o les ja citades Guitar Hero (2005) o Grand Theft Acte III (2001), van donar lloc a una interminable sèrie de seqüeles que en molts casos basaven el seu èxit no tant en les seves innovacions com en el fet de compartir el seu nom amb el del hit original.

### L'èxit dels videojocs pels telèfons intel·ligents

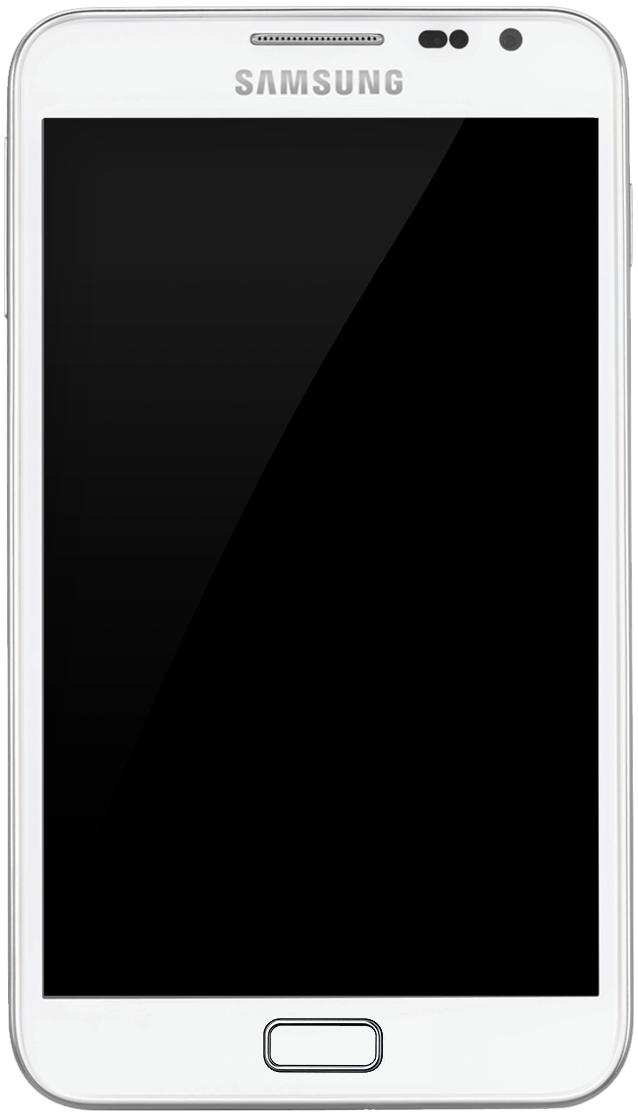
Diversos videojocs reeixits s'han desenvolupat per a dispositius mòbils. En la imatge, el Samsung Galaxy Note.

Amb la creació dels telèfons intel·ligents, es va obrir un nou mercat per als videojocs, el qual havia de demostrar que no solament era viable creativament, sinó econòmicament. Diversos jocs es poden usar com a exemple d'aquesta possibilitat, entre ells Candy Crush Saga o Clash Royale.
Candy Crush, creat en 2012 per King, va ser un dels primers jocs no solament a tenir èxit mundial, sinó també un dels jocs que van popularitzar el model freemium, en el qual la persona pot descarregar i jugar de franc, però pot pagar per coses en el joc. Aquest model seria usat en diversos altres jocs, com Pokémon GO o Clash of Clans.
Clash Royale és un exemple de la permanència del mercat de jocs per a mòbils. Creat en 2016, en aquest mateix any es va convertir en el joc de iOS que més va recaptar. Això comparant-ho amb el seu predecessor, Clash of Clans, el qual va recaptar un bilió de dòlars en 2015, va demostrar la potència d'un mercat de 34.8 bilions de dòlars.

### Balanç, present i futur dels videojocs

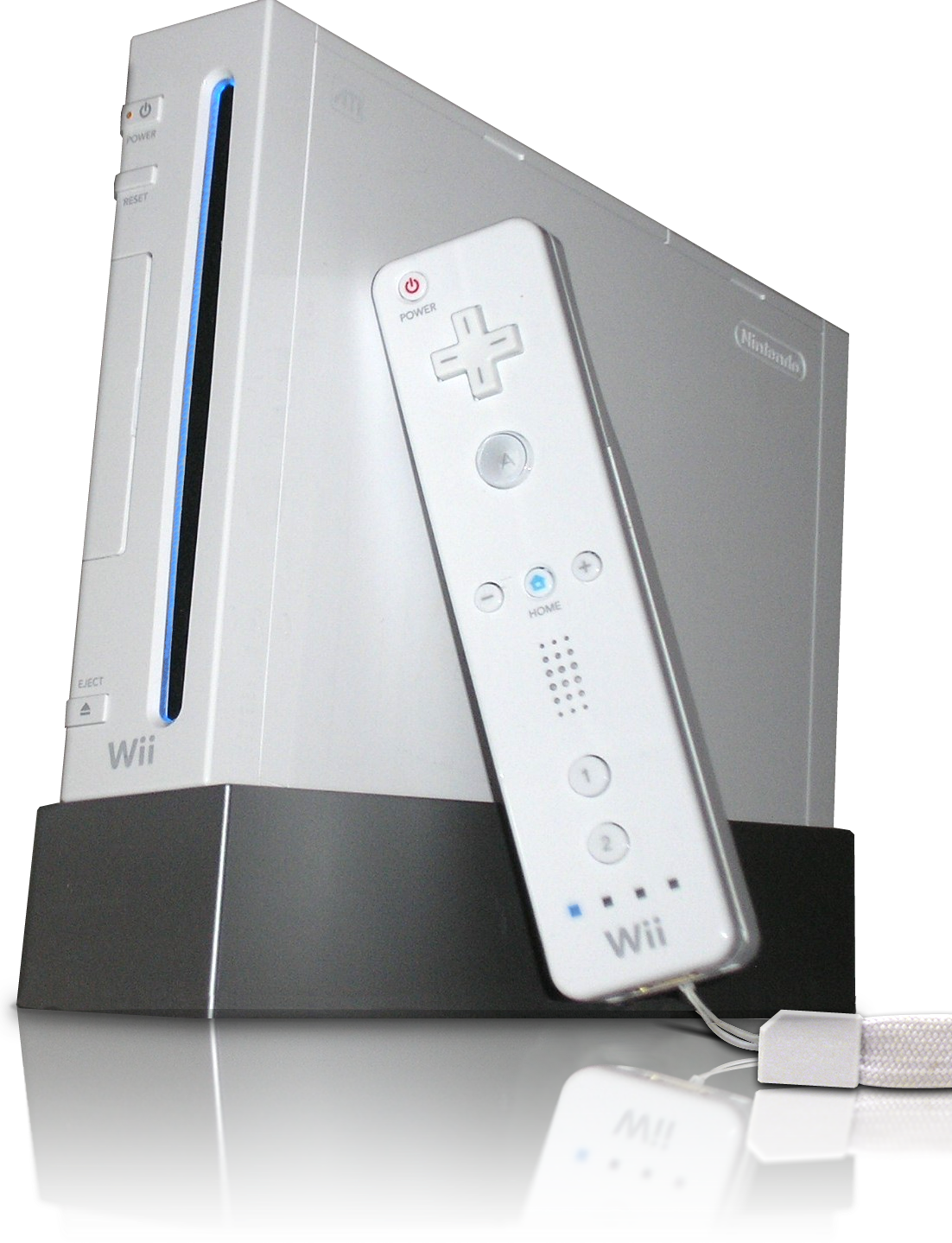
Nintendo Wii, (2005)

A principis de 2011 es va assistir a una nova era de creativitat gràcies tant a les superproduccions de les grans companyies multinacionals com als esforços d'innovació dels desenvolupadors més petits. Mig segle després de Spacewar!, els creadors del qual van ser les primeres persones a experimentar la veritable sensació d'estar jugant amb una computadora, el concepte de videojoc s'ha anat desenvolupant amb el temps per acabar convertit en un mitjà integral d'entreteniment que pot produir experiències tan diverses com les que ens proporcionen Tetris o Pac-Man. La creativitat que va empènyer als programadors pioners i amateurs de les dècades de 1960 i 1970 es troba també en les grans superproduccions actuals, transformada i adaptada als mitjans i tecnologies actuals. Lluny d'haver aconseguit la seva maduresa creativa, els videojocs segueixen sent una nova forma de art que sembla estar donant encara, 50 anys després de la seva aparició, els seus primers passos.

### Sisena generació (1998–2005)
1998

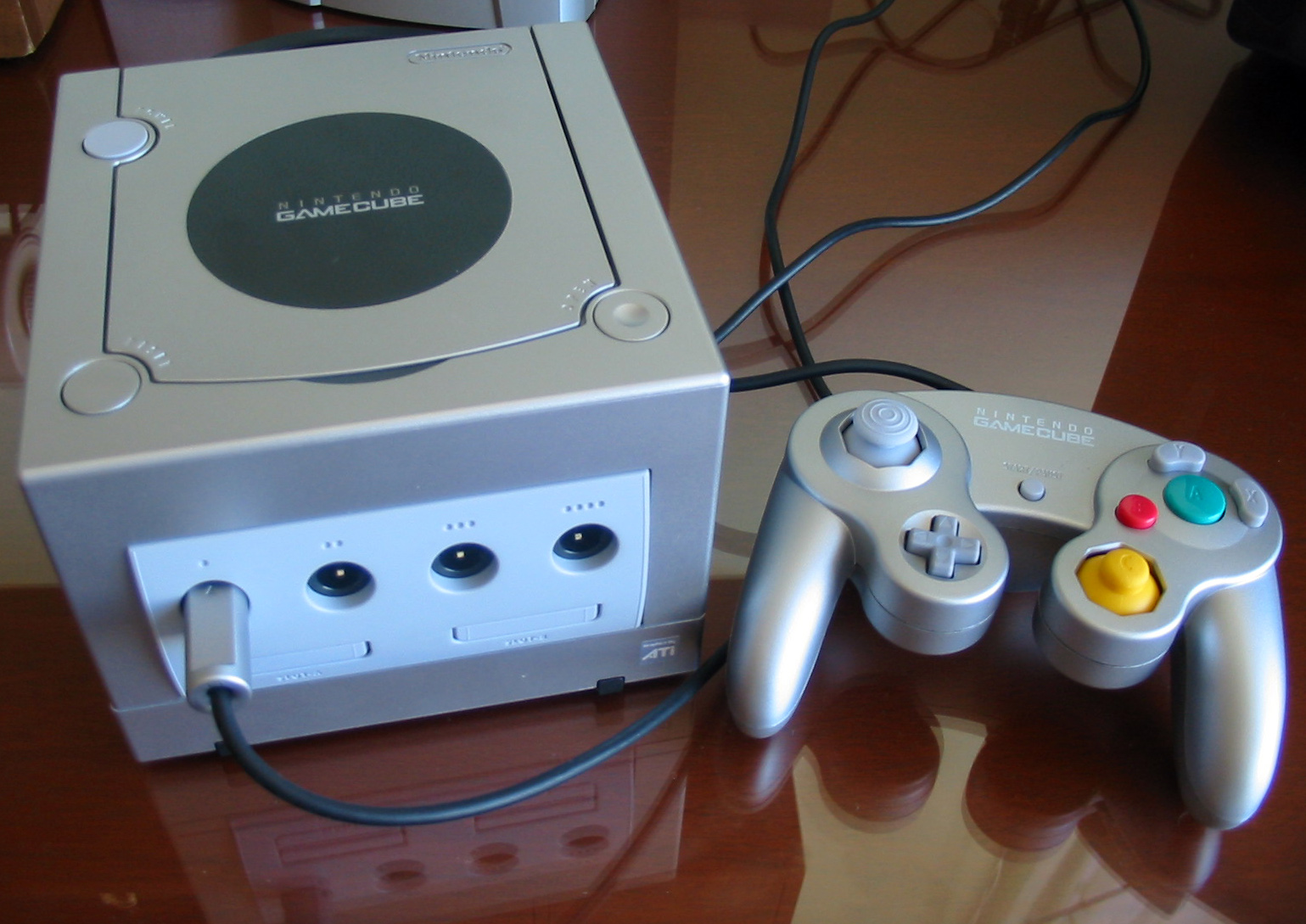
Nintendo GameCube versió Platinum.

- Sega llança la Dreamcast al Japó. Es va començar a vendre als EUA el 1999.
- Va sortir Dance Dance Revolution al Japó.
- Nintendo va llançar la Game Boy Color.
- Connectix Corporation va llançar el Virtual Game Station, un gran emulador de PlayStation. Sony va intentar lluitar pels drets del sistema, però Connectix va guanyar. L'empresa Bleem va llançar el Bleem!, un altre emulador de PlayStation.

2000
- Sony va llançar la PlayStation 2.
- Es va llançar The Sims. Va tenir moltes vendes, és el videojoc d'ordinador (no de consola) més venut de tots els temps, sobrepassant el Myst.

2001
- Nintendo llança la GameCube i el successor de la Game Boy Color, la Game Boy Advance.

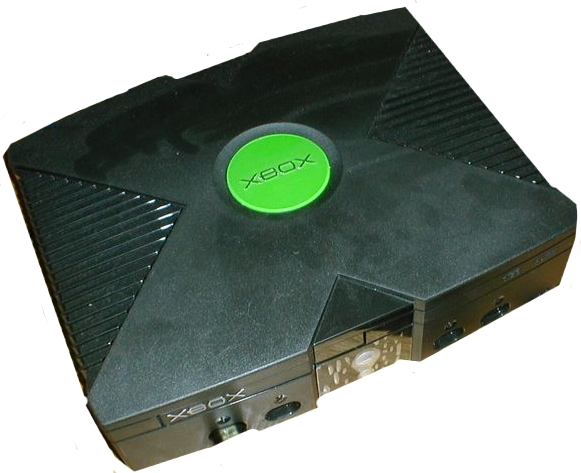
Microsoft entra en la indústria amb la Xbox.

- Microsoft entra a la indústria de les videoconsoles amb el llançament de l'Xbox. Es presenta el videojoc Halo, un videojoc que va aconseguir moltes vendes, també disponible des del llançament de la consola.
- Sega anuncia que no fabricarà més la Dreamcast a partir del 2006 i fins a la data ho farà de manera discontinuada. No obstant això, més enllà del 2006, es van continuar publicant increïbles videojocs d'acció, aventures gràfiques i programari per la DC.
- Es llança el Grand Theft Auto III. Al mercat australià, no es va llançar, ja que la OFLC (Office of Film and Literature Classification) no acceptava segons quin continguts del videojoc. Més tard es va llançar el videojoc amb el codi canviat.

2002

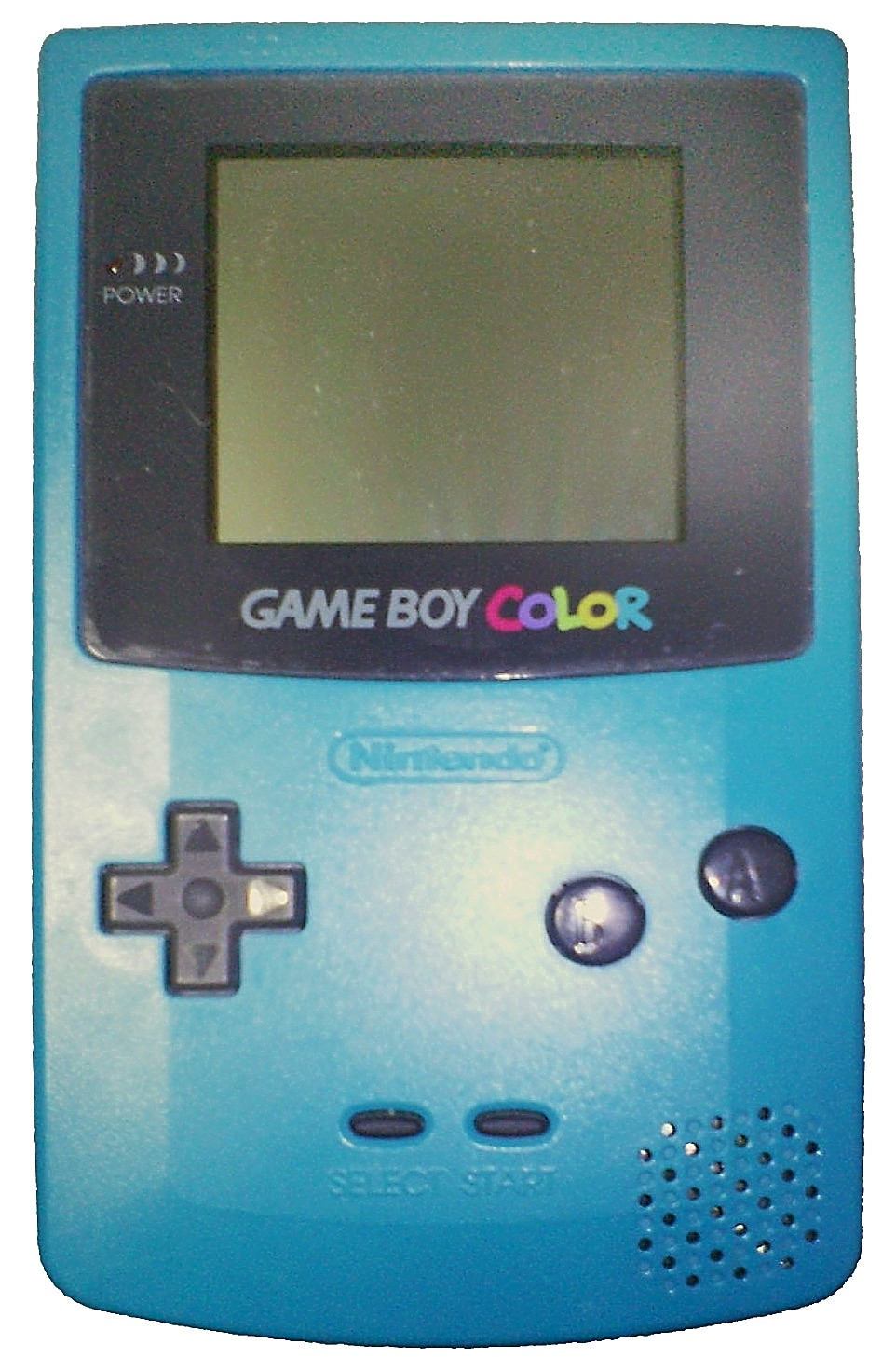
Game Boy Color

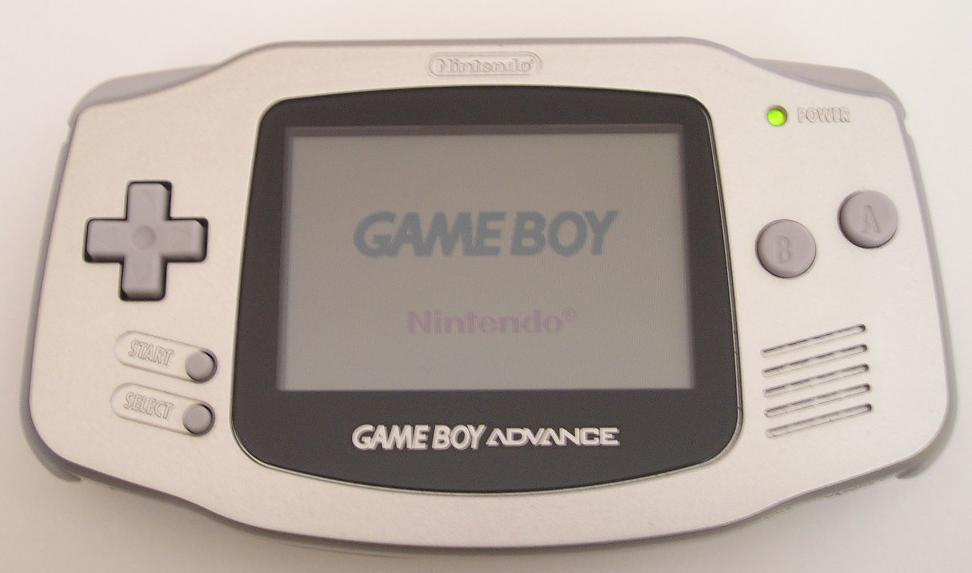
Game Boy Advance

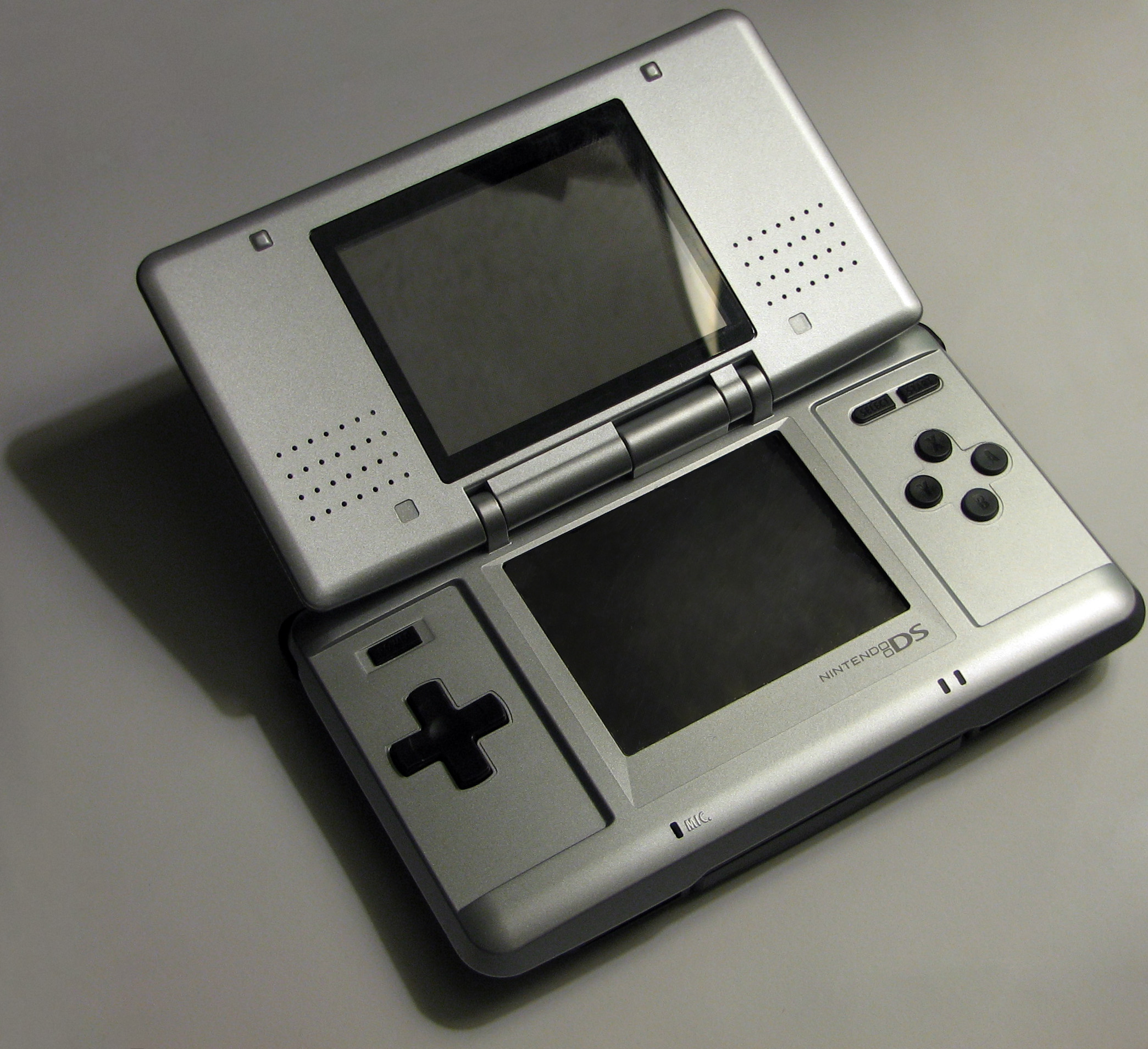
Nintendo DS

- Sega esdevé la tercera empresa desenvolupadora i publicadora de videojocs de totes les màquines actuals i d'ordinador.
- Retro Studios publica el Metroid Prime, popularitzant el gènere d'aventures en primera persona.

2003
- Infogrames pren els drets intel·lectuals d'Atari, i es canvia el nom de l'empresa a Atari.
- Nintendo llança la millorada Game Boy Advance SP al març.
- Nokia entre en el mercat dels aparells portàtils amb el llançament de la N-Gage, un híbrid telèfon mòbil-consola de jocs el 7 d'octubre.
- Es llança el Kit de Linux per la PlayStation 2.

2004
- Al novembre es llança Halo 2, i en cinc dies es converteix en el videojoc d'Xbox més venut de tots els temps.
- A l'octubre es llança el Grand Theft Auto: San Andreas. En les properes dates hi ha un breu i memorable lluita de vendes entre Halo 2 i el 'San Andreas', el qual la gent analitzava quin joc era millor. De totes maneres, el San Andreas es va vendre de manera massiva per la Xbox i PS2.
- El 2007, es va dir que el 'San Andreas' va ser el videojoc més venut de tots els temps.

2005
- Es va produir un problema amb la venda de videojocs, durant el juny/juliol d'aquest any hi havia una forta addicció als videojocs Final Fantasy XII, Grand Theft Auto: San Andreas, Halo 2, Call of Duty 2 i World of Warcraft (WoW) fent que els jugadors paressin de comprar altres títols.
- El Resident Evil 4 per Nintendo GameCube resulta ser el millor videojoc amb una bona crítica de l'any.
- Pel novembre es llança Guitar Hero, del qual se'n fan molt bons anàlisis. En un principi, hi ha havia molt poca gent que en tenia coneixement del videojoc. Però en els següents mesos va començar una nova revolució de videojocs, quelcom pràcticament impossible en l'època.

### Setena generació (2005–2012)
2004

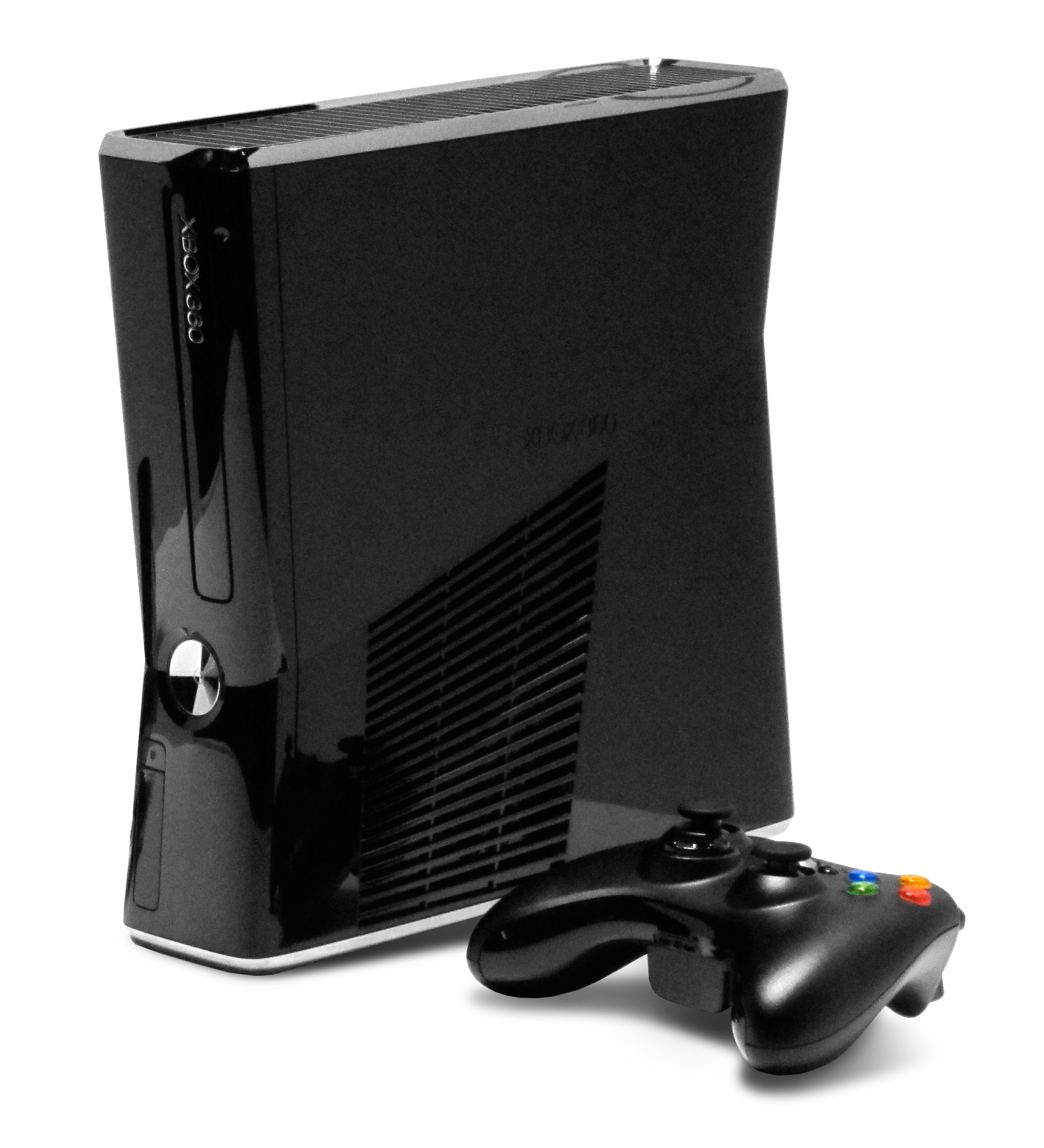
Microsoft Xbox 360, (2005), Model Slim (2010).

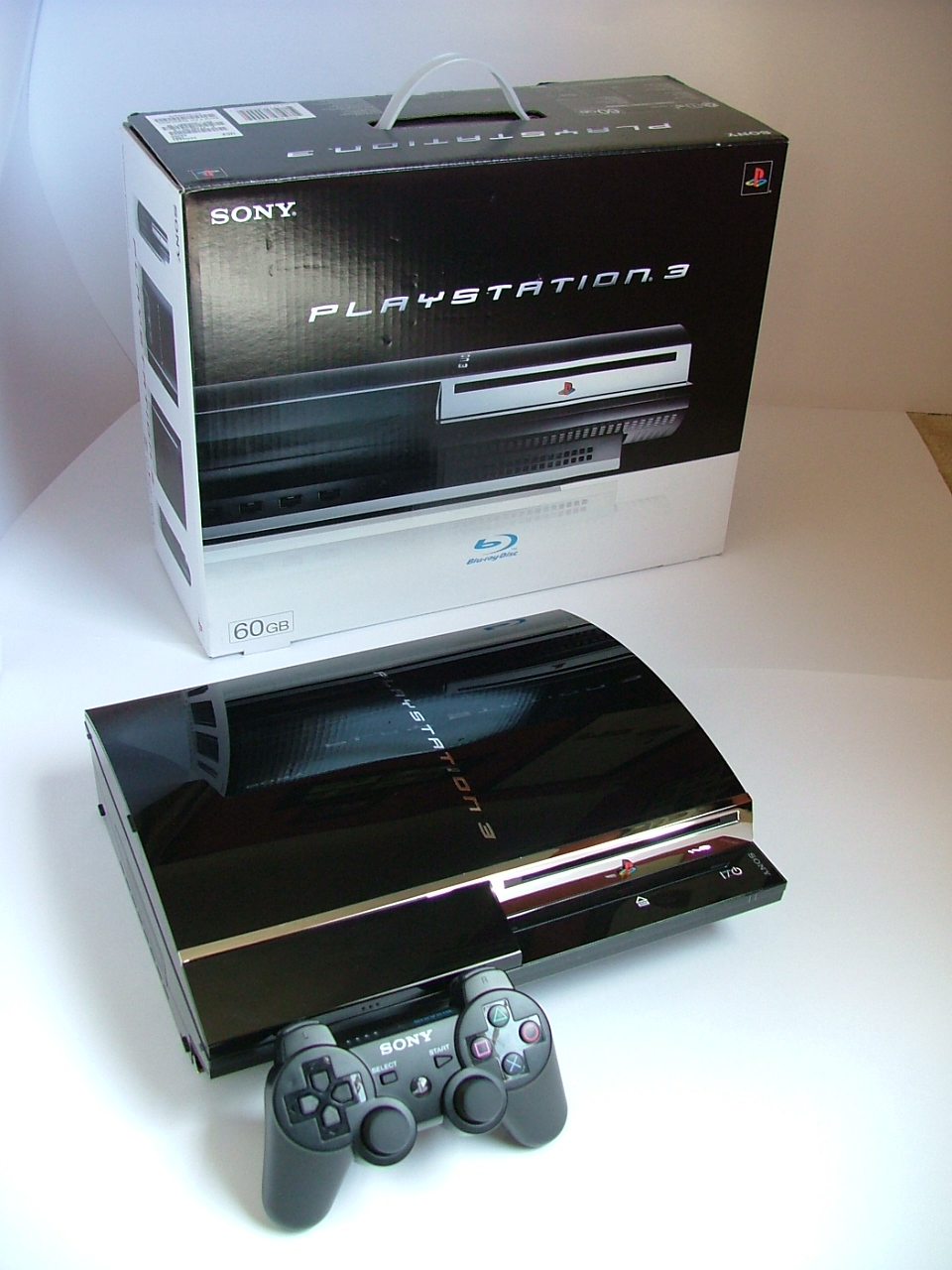
PlayStation 3

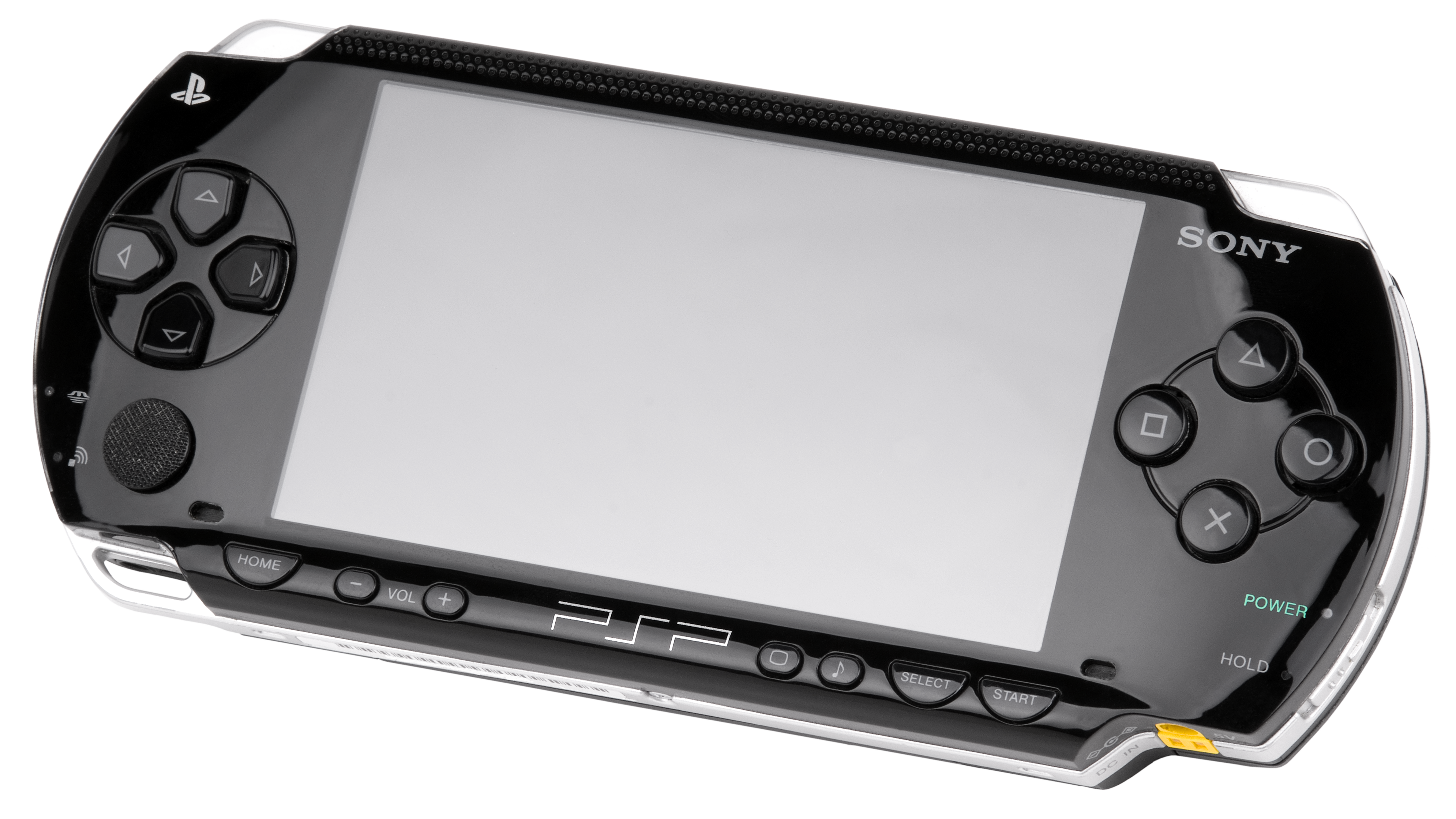
PSP

PlayStation Vita

- Nokia llança un nou model de la N-Gage, la N-Gage QD.
- Nintendo llança la Nintendo DS als EUA el 21 de novembre.
- Sony llança la PlayStation Portable al Japó el 2 de desembre.

2005
- La Sony PlayStation Portable (PSP) és llançada al mercat dels EUA el 23 de març.
- A l'E3, Nintendo revela detalls de la seva nova consola de nova generació, la Wii (durant la fase de desenvolupament es va anomenar Nintendo Revolution). Al TGS Nintendo revela el seu controlador "revolucionari". En aquest comandament inclou sensors de moviment i s'utilitza amb una sola mà (tot i que amb un altre dispositiu controlador es podrà usar l'altra mà per a jugar a alguns altres videojocs)
- Es llança la versió per ordinador del Grand Theft Auto: San Andreas, el qual no hi disponible l'activació del mod Hot Coffee (que és un minijoc de contingut eròtic). Els usuaris han creat ràpidament el mod un altre cop i l'han publicat en diverses pàgines webs La classificació del videojoc continua amb AO (en anglès Adults Only que vol dir Només per a adults). Rockstar Games fa una alta versió per ordinador sense el contingut ocult, amb la classificació de M—, ja que van fer un pedaç d'actualització per poder esborrar els continguts de censura.
- Sony mostra la PlayStation 3 durant una conferència de l'E3. Hi ha més detalls sobre els preus. Es va anunciar a través de la MSRP que els preus són de 500 o 600 dòlars d'USD, depenent de les característiques incloses.
- Nintendo redissenya la Game Boy Advance un altre cop llançant la Game Boy Micro el 2 d'octubre.
- Al novembre, Nokia anuncia que la N-Gage es produirà limitadament fins a finals del 2007.
- Microsoft llança la seva segona videoconsola, la Xbox 360 el 22 de novembre, coincidint amb la data de llançament tant a Amèrica com al Japó. Va tenir una bona venda en general, però a Amèrica és on es va vendre més.

2006

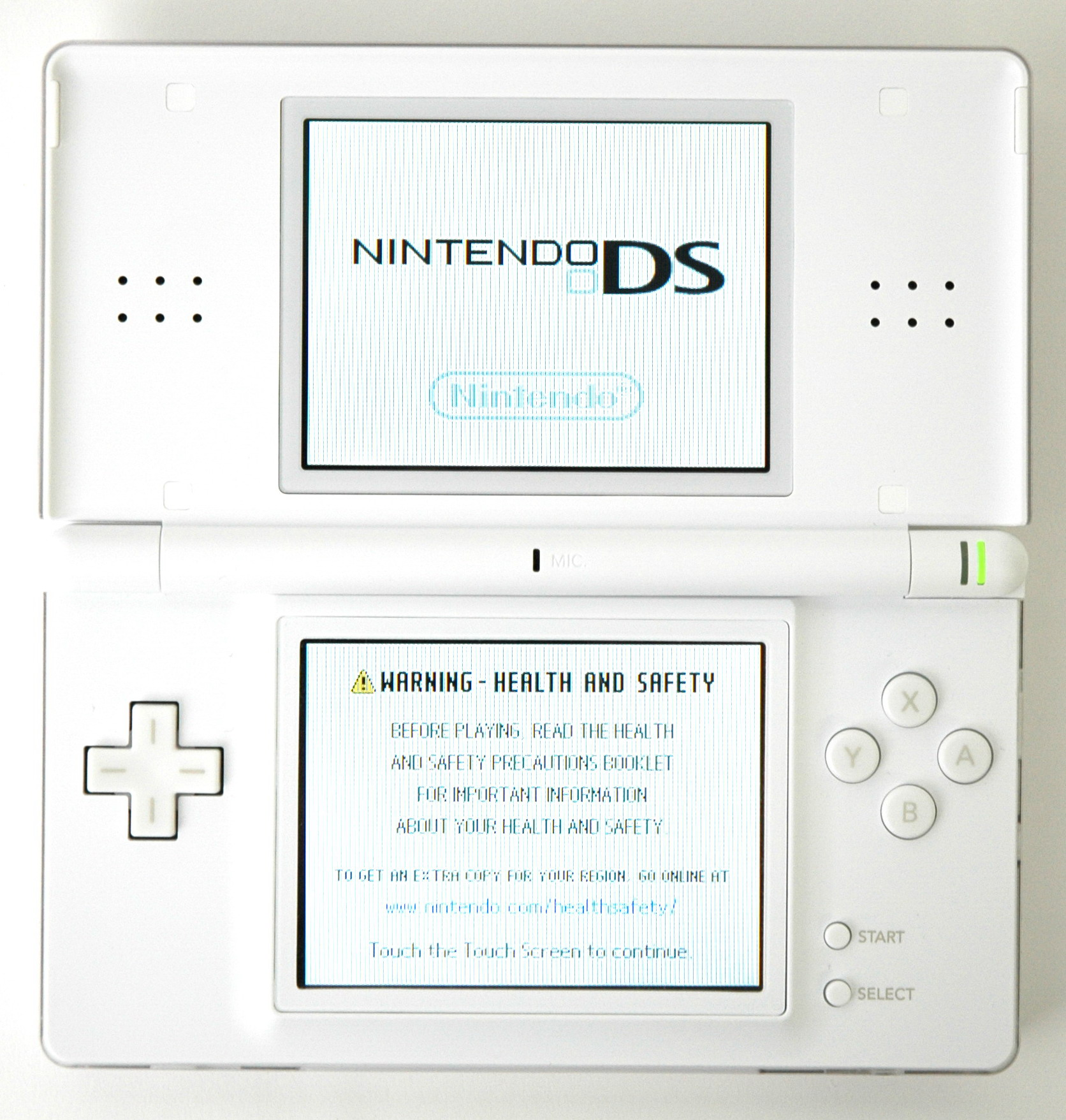
La Nintendo DS Lite

- El 26 de gener s'anuncia la Nintendo DS Lite, un nou disseny de la Nintendo DS. Es va anunciar al mateix dia la data de llançament al Japó pel 2 de març del 2006.
- Nintendo anuncia la Wii el 27 d'abril del 2006.Wii (pronunciat "ui"), que és una nova consola amb un comandament del tot particular que encoratja a nous usuaris a jugar. El que es faci amb el comandament sortirà reflectit a la pantalla amb gràcies a sensors.
- A l'E3 del 2006, The Bungie Team anuncia el tercer videojoc de la triologia de Halo. Halo 3, va deixar fins a l'agost del 2007 amb un milió de comandes.
- Un altre cop, Sony mostra la PlayStation 3 en una conferència de l'E3. Aprofitant un nou disseny pel controlador es podien jugar a videojocs amb moltes persones alhora gràcies a la col·locació d'un sensor al controlador millorant la sensivitat com els controladors DualShock. Es va confirmar que hi hauria dos paquets. Un es venia amb el preu de 499 dòlars amb un disc dur de 20GB, i l'altre de 599 dòlars amb 60GB i tot en Wi-Fi. Els preus de la consola a Europa, Àsia i Austràlia eren un 33% més alts. Es van llançar 80.000 consoles al Japó l'11 de novembre del 2006 i 400.000 consoles a l'Amèrica del Nord el 17 de novembre, i a Europa, la resta d'Àsia i Austràlia (els mercats PAL) al març del 2007. En un principi el llançament dels mercats PAL també s'anaven a vendre el novembre del 2006, però es va ajornar per una manca de components.

Envizions Computer Entertainment va anunciar l'Evo: Phase One, un "centre multimèdia de nova generació" que "permet als usuaris pausar, rebobinar i gravar programes de televisió en directe, emmagatzemar fotografies de família, jugar a videojocs d'ordinador de 3D i l'accés a la consola amb aplicacions." Malgrat ser una sistema amb moltes prestacions, el preu és més alt a les consoles de nova generació; el preu de la RRP està pels 679,99 USD.
- Sony va llançar la Playstation 3 el 17 de novembre, i va causar el caos en diversos establiments i botigues a tots els EUA creant una alta demanda. Es van produir alguns problemes durant aquesta i les dates properes, el qual, dos homes van ser disparats a causa d'això.
- Nintendo va llançar el 19 de novembre la Wii amb 800.000 unitats venudes als EUA. Les vendes de la Wii van ser de 2 milions d'unitats venudes fins al final de desembre, comparat amb les vendes de la Playstation 3 en un milió menys.

2007
- Al març del 2007, Microsoft anuncia una nova versió de la Xbox 360 anomenada "Elite" que inclou la sortida de vídeo HDMI i l'augment de la capacitat del disc dur a 120GB. La nova versió també vindrà amb un nou color: negra. Microsoft també anirà incloent alguns accessoris sobre aquesta consola negra. Es va especular que hi hauria una producció limitada, però després van dir que hi haurà una tercera versió.
- Sony anuncia la discontinuació de la seva versió de 20GB de la PS3 a Amèrica però que se subministrarà la versió de 60GB.

Malgrat les prediccions de males vendes a causa de les crítiques sobre la compatibilitat i el preu, només a Europa, la PlayStation 3 va vendre més de 600.000 unitats els dos primers dies.
A principis del juliol del 2007, Sony va baixar el preu de la PS3 de 60GB per 100 dòlars (el preu d'ara és de 499 dòlars) per augmentar les vendes al mercat americà (a Europa no es va reduir el preu), això no obstant, no es van muntar noves unitats de 60GB fins mesos després. També es va anunciar la versió de la PS3 amb 80GB (amb el videojoc Motorstorm) que substituiria la versió de 60GB al preu de 599 dòlars.
- A l'E3 del 2007, Sony va donar informació sobre la nova versió de la PlayStation Portable, coneguda com la PlayStation Portable Slim (també anomenada PSPLite semblant amb la DS Lite o la PSP-2000), va ser llançada el 10 de setembre del 2007, a tots els països.
- Nokia Corporation va llançar la segona generació o versió de la N-Gage el novembre del 2007.

2011
- El 25 de març de 2011 Nintendo llança la consola portàtil Nintendo 3DS, que pot reproduir imatges en 3D estereoscòpiques sense necessitat d'utilitzar ulleres. El nom és una unió de “3D” i “DS”. La Nintendo 3DS és compatible amb els jocs anteriors de Nintendo DS i Nintendo DSi.

### Vuitena generació (des del 2012)
2012
- El dia 22 de febrer de 2012 Sony va llançar la consola portàtil PlayStation Vita, també coneguda com a PS Vita, és la successora de la PlayStation Portable, i és part de la família PlayStation de videoconsoles. Va ser presentada el 27 de gener de 2011 i ha estat posada a la venda el dia 17 de desembre del mateix any al Japó. Va arribar a Europa i a Amèrica el dia 22 de febrer de 2012.

- El desembre de 2012 Nintendo va llançar la Wii U, la successora de la Wii i la primera entrega de la vuitena generació de videoconsoles. La Wii U és la primera consola de Nintendo que suporta gràfics d'alta definició. El controlador principal de la Wii U és el Wii U GamePad, que compta amb una pantalla tàctil incorporada.

2013

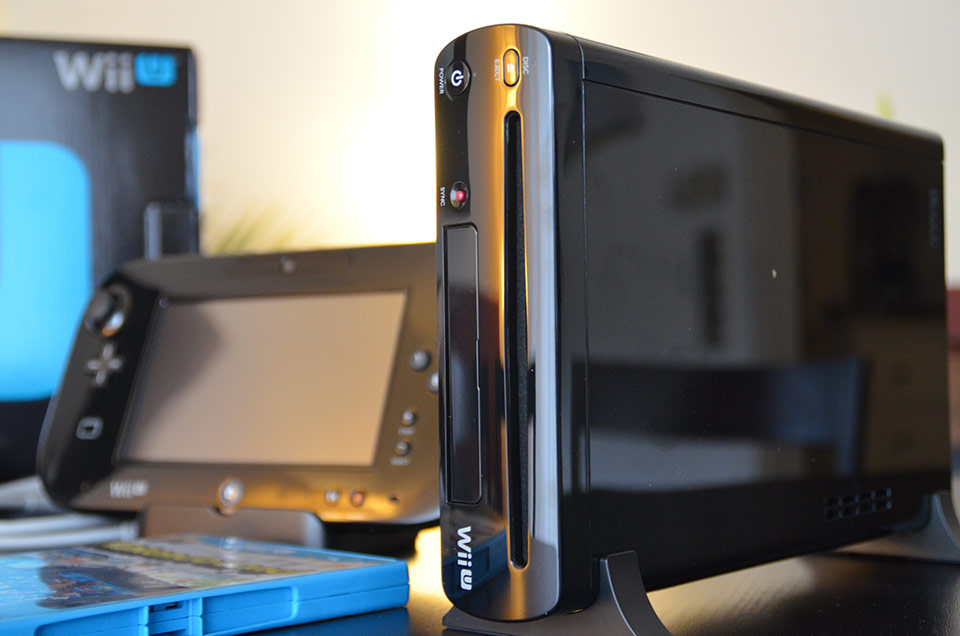
La consola Wii U, queda destacada en la imatge, en la qual també s'hi pot veure un Wii U GamePad negre.

- El 20 de febrer de 2013 Sony anuncia oficialment la PlayStation 4, la quarta consola del model PlayStation de Sony Computer Entertainment. És de les videoconsoles de vuitena generació i la successora de la PlayStation 3. El seu llançament va ser el 15 de novembre de 2013 als Estats Units, a Europa el 29 de novembre de 2013, mentre que al Japó va ser el 22 de febrer de 2014. Allunyant-se de l'arquitectura utilitzada en el processador Cell de la videoconsola PlayStation 3, la PlayStation 4 disposa d'un processador AMD de 8 nuclis amb l'arquitectura x86-64. Aquestes instruccions x86-64 estan dissenyades per a fer més fàcil el desenvolupament de videojocs a la consola de nova generació, a fi d'atraure un més gran nombre de desenvolupadors. Aquests canvis posen en relleu l'esforç de Sony per a concretar les lliçons apreses durant el desenvolupament, la producció i el llançament de la PS3. Altres característiques de maquinari notables de la PS4 és que inclou 8 GB de memòria unificada GDDR5, una unitat de disc Blu-ray Disc més ràpida, i els xips personalitzats dedicats a tasques de processament d'àudio, vídeo i de fons.

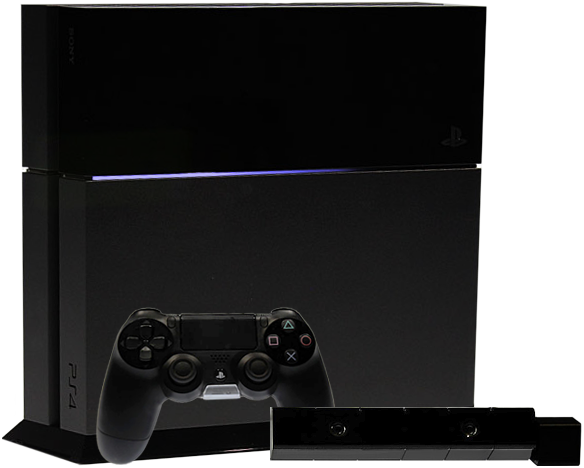
PlayStation 4

- El 21 de maig de 2013 Microsoft va presentar la Xbox One, la tercera videoconsola del model Xbox de Microsoft. Forma part de les videoconsoles de vuitena generació i és la successora de la Xbox 360, la seva sortida a la venda va ser el 22 novembre 2013. La consola té accés a pel·lícules, televisió en viu, música i un navegador web. La televisió té un aspecte similar a Google TV. La consola utilitza el senyal de la caixa de cable i passa a través de la consola per HDMI. El control per veu és similar al de Cortana de Microsoft, ja que és una adaptació d'aquesta. El jugador pot controlar la consola amb comandaments de veu. A aquests ordres de veu respon el Kinect 2.0. També compta amb Skype. El nou comandament té un 16% més de bateria i una zona sensible al tacte, aquesta àrea es farà servir per a altres funcions del Kinect i també com un teclat amb un aspecte del pad tradicional. Té un nou sistema d'impulsos anomenat Impulse Triggers que fa vibrar els gallets. El nou Kinect té wake with voice. Té una càmera Full HD (1080p) comparat amb el sensor VGA de l'anterior Kinect. Processa 2 GB de dades per segon amb un temps de resposta de 13 milmilionèsimes de segon. Són tres sistemes operatius: Xbox US, un sistema operatiu basat en nucli de Windows i un altre sistema operatiu que permet que els altres dos es comuniquin per la virtualització. Aquesta integració inclourà les trucades de Skype mentre s'està jugant. El Xbox Live oferirà emmagatzematge en el núvol.

2017

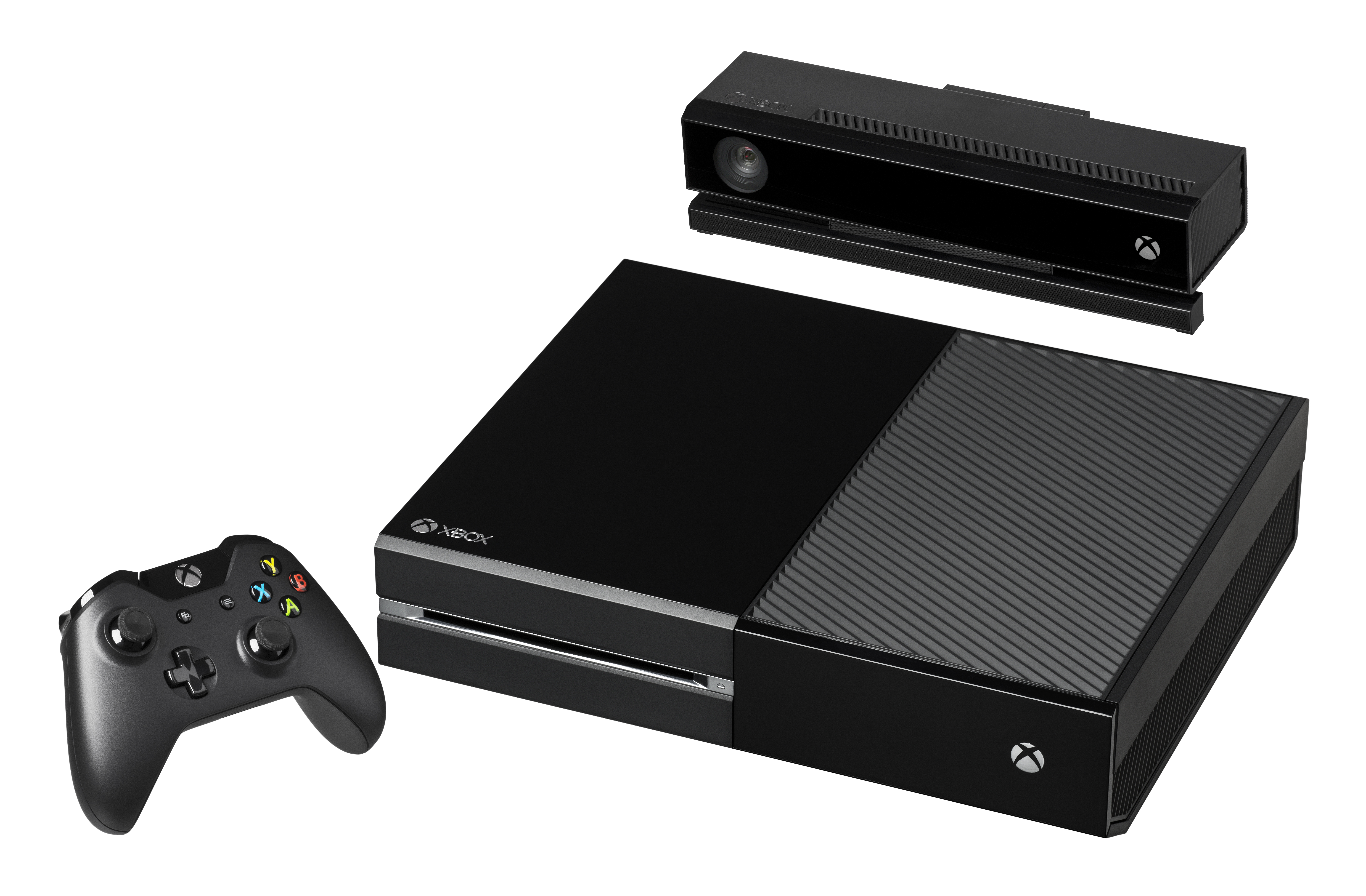
Xbox One

- La Nintendo Switch, anomenada NX durant el seu desenvolupament, és la setena videoconsola de sobretaula desenvolupada per Nintendo. Es va anunciar oficialment el 20 d'octubre de 2016 i es va comercialitzar mundialment el 3 de març del 2017. La Switch és considerada per Nintendo com una consola "híbrida". Està dissenyada principalment com una consola de sobretaula on la consola principal s'insereix a una docking station per connectar-la al televisor. Alternativament, la consola es pot retirar de la base i funcionar d'una manera semblant a una tauleta mitjançant la seva pantalla tàctil LCD, o col·locant-se en un mode sobretaula per separat per jugar amb diverses persones. La característica més destacable de la Switch és la parella de comandaments Joy-Con. Són dos comandaments extraïbles que es poden enganxar a un suport per oferir un estil de comandament de videoconsola tradicional, enganxades als costats de la consola principal per jugar en mode portàtil o utilitzats individualment a la mà com si es tractés del Wii Remote de Nintendo. Els Joy-Con tenen sensors de moviment, i inclouen recepció tàctica d'alta definició a l'usuari. La Switch és compatible tant amb cartutxos físics com en contingut digital per a videojocs i programari, i no compta amb bloqueig de regió. El programari de la Switch dona suport a joc en línia mitjançant connectivitat a internet, així com connexió local de xarxa ad hoc amb altres consoles Switch.